# G20-Gipfel in Hamburg 2017
Der G20-Gipfel in Hamburg am 7. und 8. Juli 2017 war das zwölfte Treffen der Gruppe der zwanzig wichtigsten Industrie- und Schwellenländer (G20). Neben deren Staats- und Regierungschefs nahmen Politiker weiterer Staaten und Vertreter internationaler wirtschafts- und handelspolitischer Organisationen daran teil.
Rund 31.000 Polizisten wurden zum Schutz des Gipfels und der Stadt eingesetzt. Bei Demonstrationen, Blockaden und anderen angemeldeten Veranstaltungen brachten Zehntausende ihren Protest gegen den Gipfel zum Ausdruck. Meist außerhalb davon begingen verschiedene Akteure, darunter Linksextremisten, Sachbeschädigungen, Plünderungen und Angriffe auf Polizeibeamte. Bei Ausschreitungen und Polizeiübergriffen wurden hunderte Personen verletzt.

## Entscheidung für Hamburg

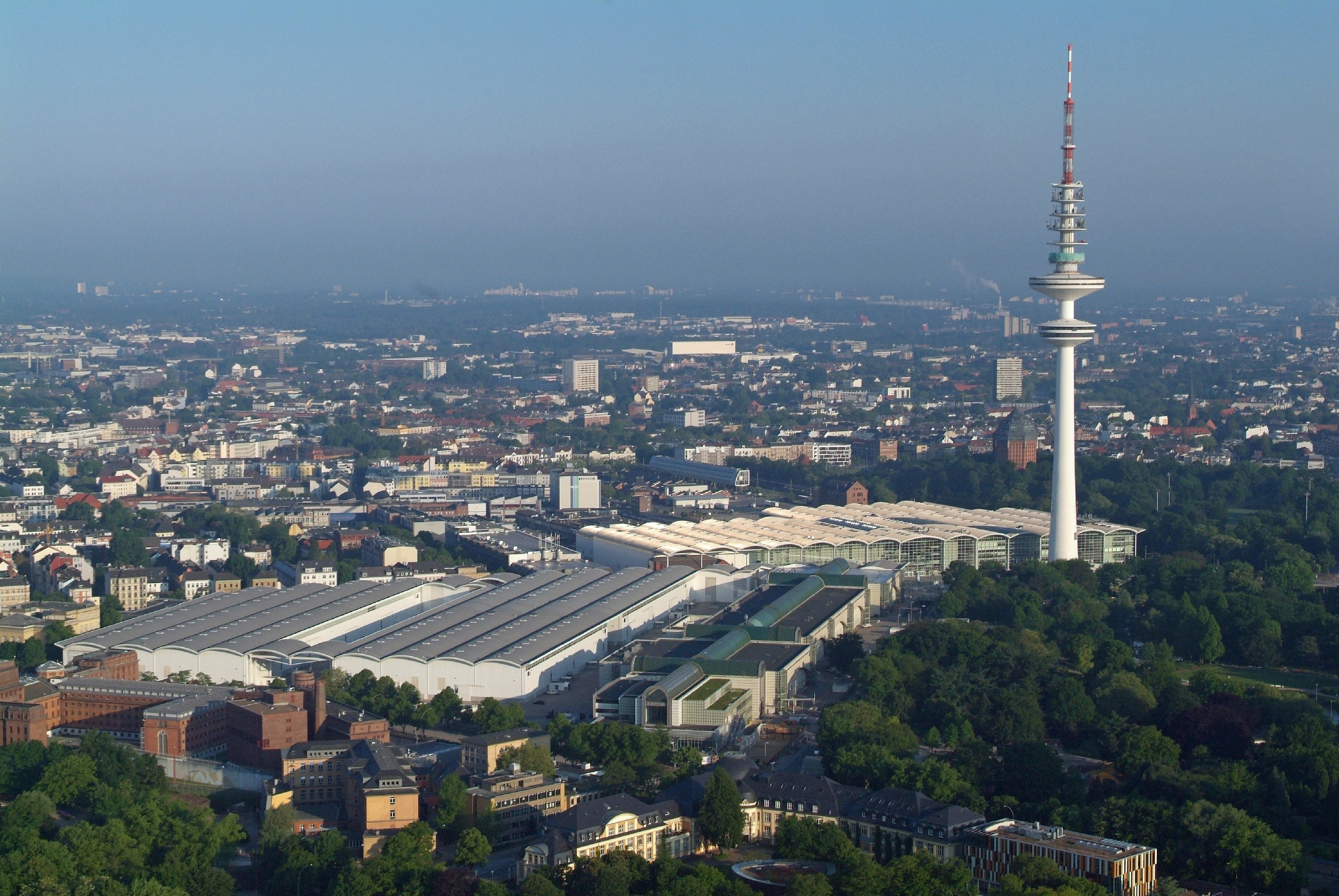
Tagungsort Hamburger Messehallen

Die Bundesregierung bewarb sich seit März/April 2015 um den Vorsitz des G20-Gipfels, der für 2017 turnusgemäß in Europa stattfinden sollte. Am 16. November 2015 teilte Bundeskanzlerin Angela Merkel öffentlich mit, nach China 2016 werde der nächste G20-Gipfel erstmals in Deutschland stattfinden.
2015 wollte sich Hamburg an den Bewerbungen für die Olympischen Sommerspiele 2024 beteiligen und wäre dadurch international bekannter geworden. Auf Merkels Anfrage sagte Hamburgs Erster Bürgermeister Olaf Scholz ihr zu, auch den G20-Gipfel 2017 auszurichten. Bei einem Referendum im November 2015 lehnten die meisten Hamburger die Olympiakandidatur jedoch ab.
Bei der Matthiae-Mahlzeit am 12. Februar 2016 gab Merkel bekannt, der nächste G20-Gipfel werde in Hamburg stattfinden. Er sollte während der deutschen G20-Präsidentschaft (1. Dezember 2016 bis 30. November 2017) in einer deutschen Großstadt mit der notwendigen Logistik und Infrastruktur für etwa 10.000 Besucher stattfinden. Die Ortswahl sollte auch den Hamburger Helmut Schmidt ehren, der als Bundeskanzler 1975 solche Treffen begonnen hatte. Am 10. Juni 2016 gab die Bundesregierung bekannt, der Gipfel werde am 7. und 8. Juli 2017 im Hamburger Messe- und Kongresszentrum stattfinden. Entgegen Merkels späteren Angaben wurden Bundespolizei und Bundesamt für Verfassungsschutz (BfV) nicht in diese Entscheidung einbezogen.
Gegen die Wahl Hamburgs sprachen die seit dem G8-Gipfel in Genua 2001 befolgten Regeln des Summit policing, möglichst abgelegene, gut zu sichernde Orte zu wählen. Dafür sprach, dass nur eine Großstadt die zu erwartende große Menge an Gipfelteilnehmern aufnehmen könne. Polizeieinsatzleiter Hartmut Dudde räumte im Juli 2016 ein, die dicht besiedelte und schwer kontrollierbare Innenstadt Hamburgs sei „nicht der idealste Ort“ für G20. Das Messegelände grenzt an das Schanzenviertel mit dem autonomen Zentrum Rote Flora und das Karolinenviertel. Sie haben eine starke, organisierte linksradikale Szene mit europaweiten Anhängern. Polizeiwissenschaftler Thomas Feltes hielt die Ortswahl darum für falsch.
Anwohner protestierten am 1. September 2016 im Bezirk Hamburg-Mitte gegen das vorgestellte Sicherheitskonzept und warnten am 8. und 9. Dezember 2016 erneut vor absehbarer Konfrontation gewaltbereiter Demonstranten mit der Polizei: „Wir werden als Bühne für etwas benutzt, was hier keiner will.“ In einer repräsentativen Umfrage vor dem 6. Juli 2017 fanden es 74,3 Prozent der befragten Hamburger falsch, den Gipfel mitten in der Stadt auszurichten. 87,1 Prozent fanden Aufwand und Kosten unverhältnismäßig hoch. 73,5 Prozent erwarteten keine nennenswerten Gipfelergebnisse. 39 Prozent befürchteten Krawalle, 34,9 Prozent Terroranschläge, 26,1 Prozent Verkehrschaos. 48,2 Prozent befürworteten die Demonstrationsverbotszone, 52,6 Prozent ein Protestcamp mit Schlafplätzen. 82,7 Prozent wollten an keiner Demonstration teilnehmen. 20,9 Prozent wollten Hamburg zum Gipfel verlassen.
Am 7. Juli sagte Jan Reinecke vom Bund Deutscher Kriminalbeamter (BDK): „Hamburg hätte niemals Austragungsort des G20-Gipfels sein dürfen.“ Die Politik trage die alleinige Verantwortung für verletzte Polizisten und Zerstörung in der Stadt. Bundesinnenminister Thomas de Maizière dagegen erklärte, der Staat allein entscheide über den Gipfelort und lasse sich diesen nicht von potentiellen Gewalttätern diktieren.

## Der Gipfel

### Teilnehmer
Zu den Teilnehmern zählten Vertreter der G20-Mitgliedstaaten und der Europäischen Union (EU).
| Land/Institution                                                | Vertreter                                                      |
| --------------------------------------------------------------- | -------------------------------------------------------------- |
| Vereinte Nationen                                               | Vertreten durch den Generalsekretär António Guterres           |
| Organisation für wirtschaftliche Zusammenarbeit und Entwicklung | Vertreten durch den Generalsekretär José Ángel Gurría          |
| Internationaler Währungsfonds                                   | Vertreten durch die Direktorin Christine Lagarde               |
| Weltbank                                                        | Vertreten durch den Präsidenten Jim Yong Kim                   |
| Welthandelsorganisation                                         | Vertreten durch den Generaldirektor Roberto Azevêdo            |
| Financial Stability Board                                       | Vertreten durch den Vorsitzenden Mark Carney                   |
| ILO                                                             | Vertreten durch den Generaldirektor Guy Ryder                  |
| Weltgesundheitsorganisation                                     | Vertreten durch den Generaldirektor Tedros Adhanom Ghebreyesus |

35 Delegationen mit 41 besonders zu schützenden Politikern und 6.500 Gästen nahmen teil und übernachteten verteilt auf das ganze Stadtgebiet.

### Partner- und Rahmenprogramm

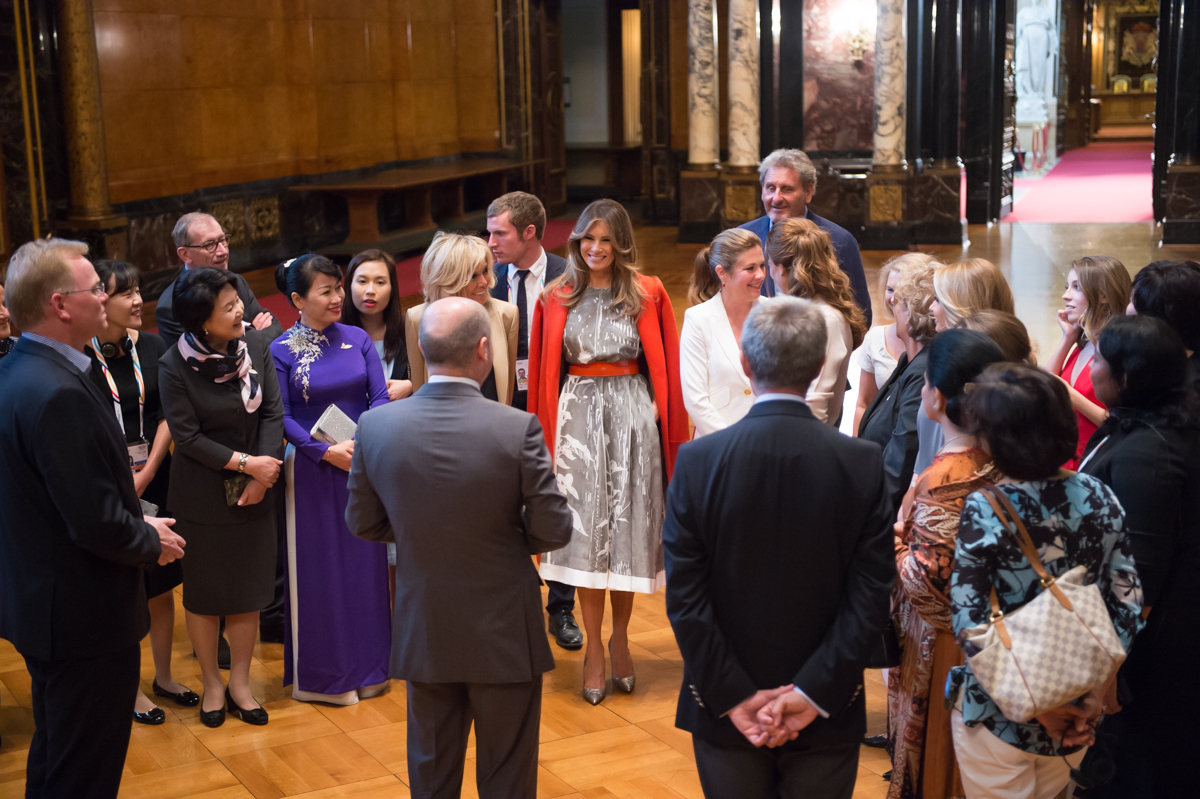
Besichtigung des Hamburger Rathauses beim Partnerprogramm

Zum von Merkels Ehemann Joachim Sauer geleiteten Programm für mitgereiste Ehepartner und Begleiter der Staats- und Regierungschefs gehörte ein Besuch im Klimarechenzentrum. Dieser wurde aus Sicherheitsgründen durch Vorträge im Hotel Atlantic ersetzt.
Bei einem Konzert im September 2016 in New York City warben Musikgruppen im Blick auf G20 für mehr Engagement im Kampf gegen Armut. An dafür im Internet engagierte Personen wurden 9000 Gratistickets für das „Global Citizen Festival“ in der Barclaycard Arena verlost. Am 6. Juli 2017 traten dort vor 12.000 Zuhörern Coldplay, Ellie Goulding, Pharrell Williams, Andreas Bourani, Herbert Grönemeyer und andere auf. Schirmherr war Chris Martin.
Am 7. Juli besuchten die Staatsgäste ein Konzert des Philharmonischen Staatsorchesters Hamburg in der Elbphilharmonie. Auf Merkels Wunsch dirigierte Kent Nagano Beethovens 9. Sinfonie, deren Schlusschor „Ode an die Freude“ der Europahymne zugrunde liegt.

### Politikberatung

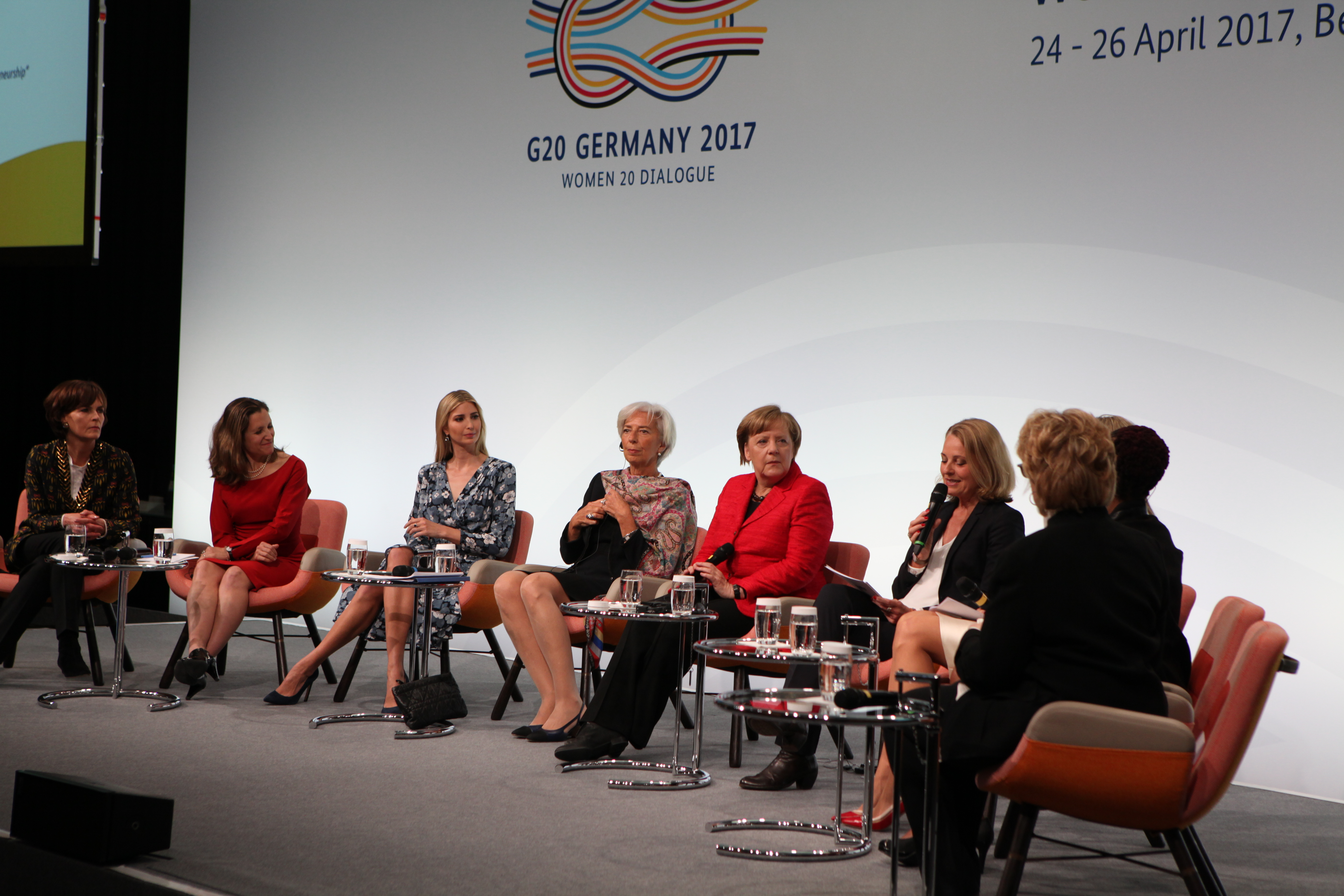
W20-Konferenz in Berlin (26. April)

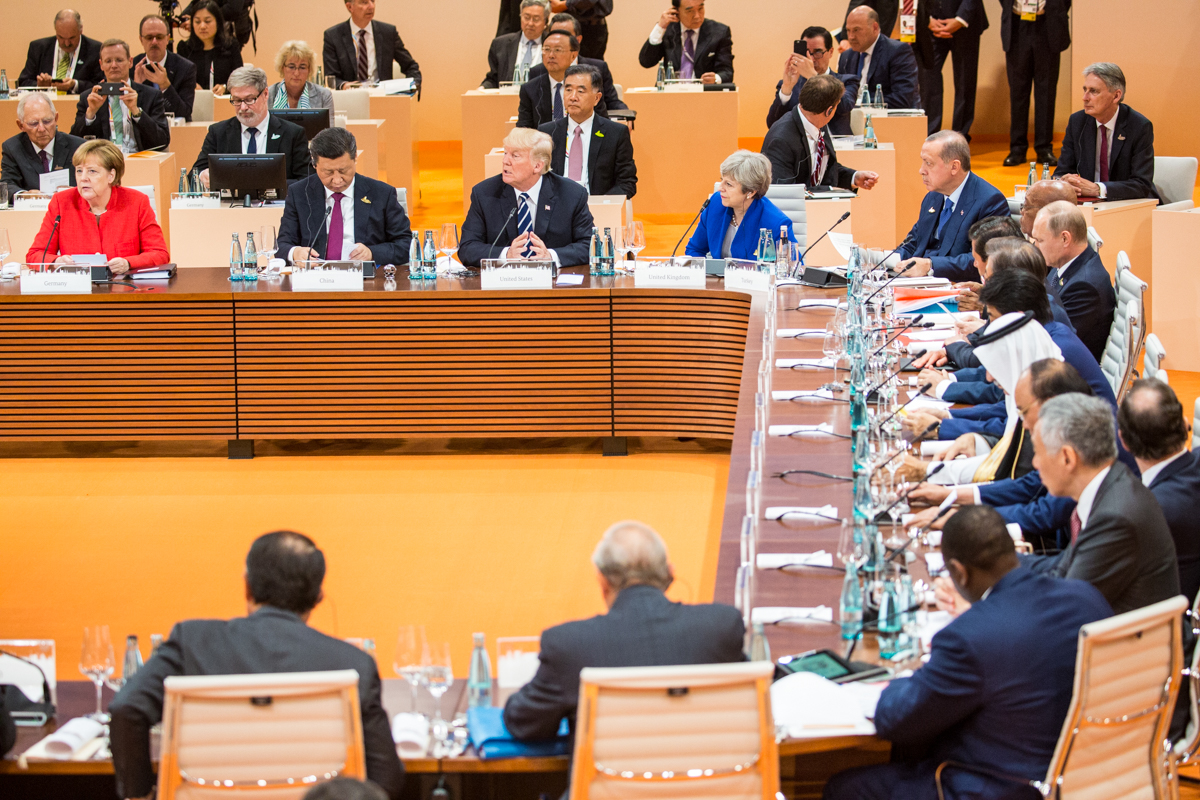
Beratungen beim Gipfel

Zu den Vorbereitungsgremien des Gipfels gehörten Business 20 (B20), Deutscher Gewerkschaftsbund (DGB) und Civil 20 (C20). Den deutschen C20-Prozess gestalteten das Forum Umwelt und Entwicklung und der Verband Entwicklungspolitik und Humanitäre Hilfe deutscher Nichtregierungsorganisationen (VENRO). Institut für Weltwirtschaft und Deutsches Institut für Entwicklungspolitik (DIE) und die Deutsche Akademie der Naturforscher Leopoldina führen den deutschen Think-20-Prozess (T20) durch. Im Auftrag der Bundesregierung führten Bundesverband der Deutschen Industrie (BDI), Bundesvereinigung der Deutschen Arbeitgeberverbände (BDA) und Deutscher Industrie- und Handelskammertag (DIHK) den offiziellen G20-Wirtschaftsdialog durch.
Der Wissenschaftliche Beirat der Bundesregierung Globale Umweltveränderungen (WBGU) gab in der Sonderstudie Entwicklung und Gerechtigkeit durch Transformation: Die vier großen I Empfehlungen zur deutschen G20-Präsidentschaft. Die jeweiligen Treffen fanden zwischen Januar und Juli 2017 in verschiedenen deutschen Städten statt.

### Politikschwerpunkte
Die Welthungerhilfe sah den Hunger in Afrika als Schwerpunkt, der aktuell etwa 232,5 Millionen Menschen betrifft. Jeder Euro, der zum Vermeiden von Hungersnöten ausgegeben werde, sei vier- bis fünfmal so wirksam wie Ausgaben nach deren Eintreten.
Merkel versprach beim Women20-Treffen im April 2017, sich beim G20-Gipfel wie gefordert für mehr Beschäftigung von Frauen, Unterstützung für weibliche Unternehmer und systematische Einbeziehung der Geschlechtergerechtigkeit einzusetzen. Zudem wollte die Bundesregierung einen „Marshallplan mit Afrika“ zur Grundlage des Compact-with-Africa-Plans bei G20 machen. Dazu vereinbarte sie im Juni 2017 mit einigen afrikanischen Staaten verbesserte Rahmenbedingungen für nationale und internationale Investoren und leichteren Zugang zu Krediten. Dafür sollten diese Partnerstaaten erneuerbare Energien fördern und den Finanzsektor reformieren. Die als stabil und wirtschaftlich stark angesehenen Staaten Tunesien, Elfenbeinküste und Ghana erhielten eine 300-Millionen-Euro-Zusage für 2017. Kandidaten für ähnliche Zusagen waren Ruanda, Senegal und Marokko. Die Wirtschaftswissenschaftler und Afrika-Experten Robert Kappel und Helmut Reisen (Friedrich-Ebert-Stiftung) kritisierten, dass der Plan gerade die ärmsten Staaten Afrikas ausgrenze, eine „neoliberale“ Agenda der Deregulierung, Privatisierung, rigiden Haushaltsführung und Öffnung für ausländische Investoren verfolge, hohe Arbeitslosigkeit, schlechte Infrastruktur, gezielte Hilfsstrategien für afrikanische Unternehmen und das Thema Bildung ausblende. – Die Klimapolitik der G20 betrifft Afrika ebenfalls stark, da der Klimawandel in vielen afrikanischen Staaten Ernteausfälle, Hungerkrisen, soziale Spannungen und Massenflucht bewirkt hat und bewirken kann. Auch an der globalen Bekämpfung von Schwarzgeldverstecken und Steueroasen zeigten afrikanische Staaten besonderes Interesse, da sie durch Steuervermeidung und illegale Geldabflüsse pro Jahr 50 Milliarden Dollar Einnahmen verlieren.

### Ergebnisse

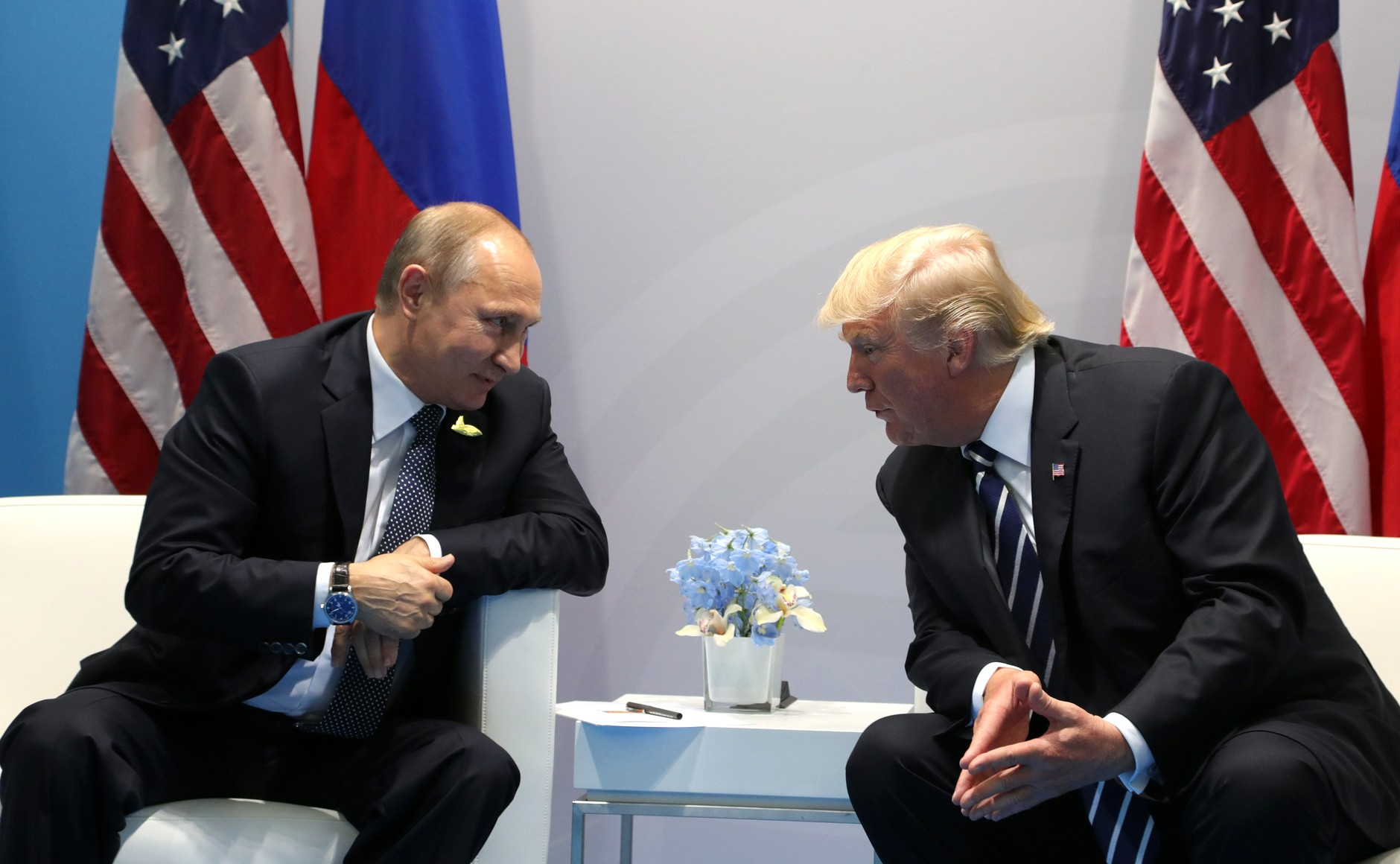
Ersttreffen zwischen Wladimir Putin (links) und Donald Trump

Am 7. Juli standen Terrorismus, freier Welthandel und der Ausstieg der USA aus dem Übereinkommen von Paris auf der Gipfeltagesordnung. Am 8. Juli sollte auch Afrika Thema für die gemeinsame Erklärung sein.
Das gemeinsame, rechtlich nicht bindende Abschlusspapier blieb in vielen Teilen vage. Dass es überhaupt zustande kam, galt schon als Erfolg. Es benennt den Dissens zwischen USA und den übrigen Gipfelteilnehmern beim Klimaschutz, aber auch ihren Konsens beim Ausbau erneuerbarer Energien. Die anderen 19 Teilnehmerstaaten hielten am Pariser Klimaabkommen fest, bezeichneten es als „unumkehrbar“ und versprachen, es zügig umzusetzen. Nach Verhandlungsabschluss erklärte der Mitunterzeichner Erdoğan jedoch, die Türkei werde es nicht ratifizieren, da sie ein Entwicklungsland wie andere Nachbarstaaten sei und wie diese Anspruch auf internationale Fördergelder habe. Auch viele öffentlich kaum wahrgenommene Zusatzdokumente wurden vereinbart. Frankreichs Präsident Macron lud zu einem weiteren Klimagipfel am 12. Dezember in Paris ein.
Der Dissens mit den USA bei Stahlproduktion und -handel blieb bestehen. Die USA werfen Stahlproduzenten in China und Europa Dumpingpreise vor und drohen mit Strafzöllen. Die G20-Staaten forderten einen Bericht zu Überkapazitäten an, der im November 2017 vorliegen soll. Sie wollen die Regulierung der Finanzmärkte fortsetzen, die Finanzierung von Terrorismus, Steuerflucht, unfaire Handelspraktiken und Protektionismus bekämpfen; letzteren befürwortete Präsident Trump jedoch. In einem Zusatzpapier wurde eine Afrika-Partnerschaft vereinbart.
Trump und Putin trafen sich beim Gipfel erstmals und vereinbarten einen teilweisen Waffenstillstand im Südwesten Syriens.

## Sicherheitsmaßnahmen

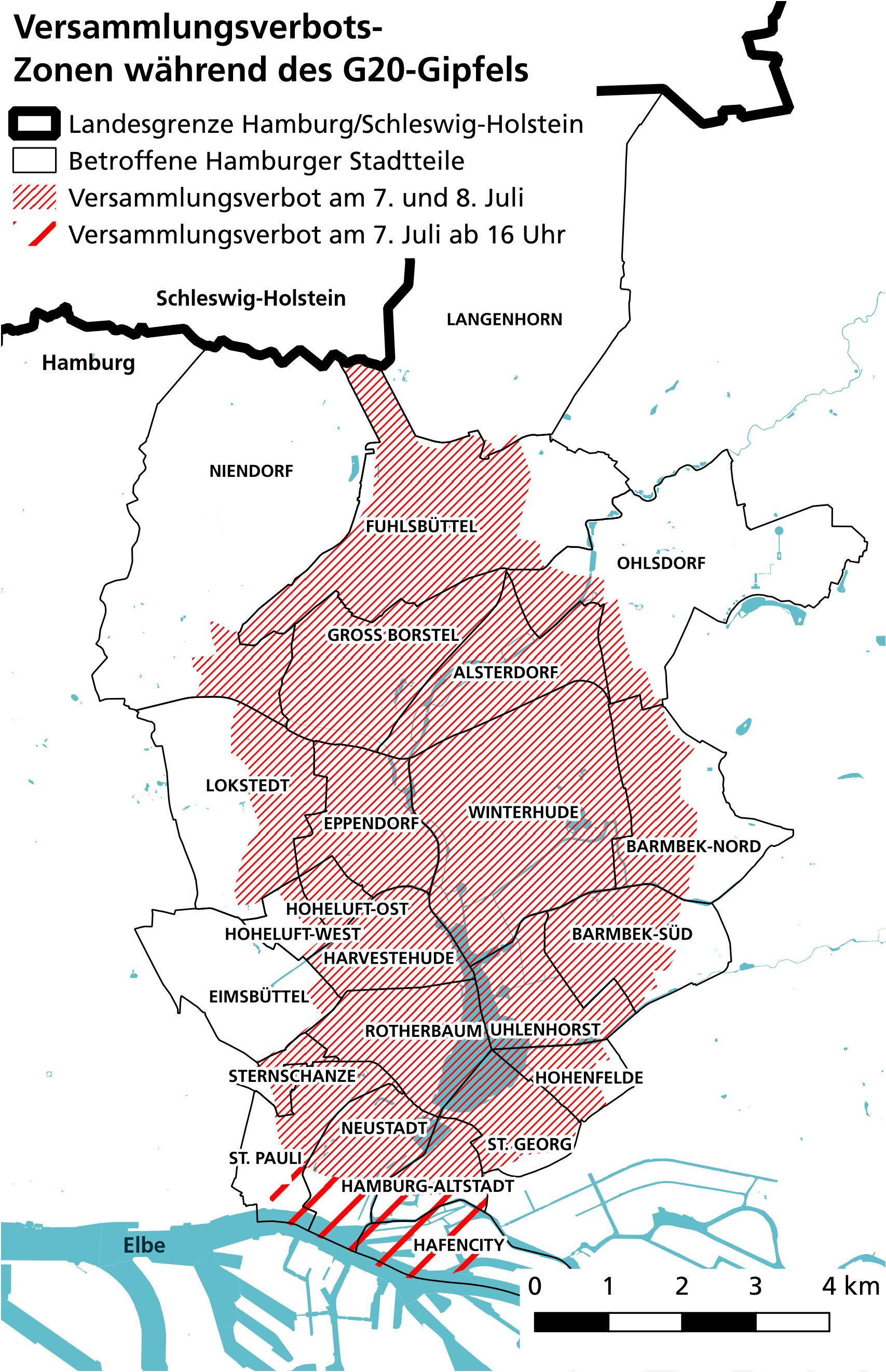
Versammlungsverbots-Zonen der Hamburger Polizei während des Gipfels

### Polizeiliche Vorbereitung

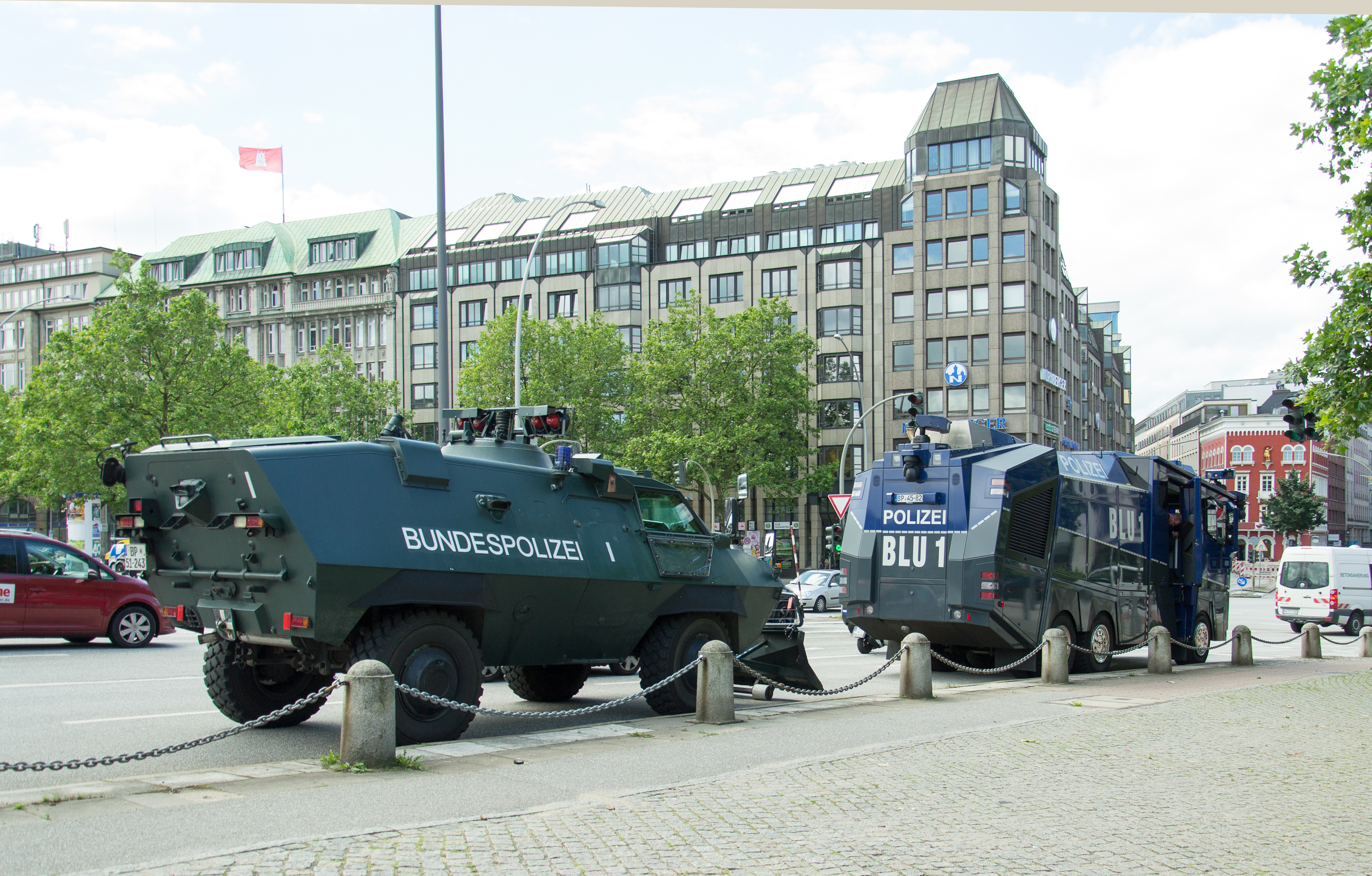
Wasserwerfer und Sonderwagen in Hamburg

Beim Treffen der OSZE in Hamburg im Dezember 2016 erprobten mehr als 13.000 Polizisten das Zusammenwirken von Einheiten verschiedener Bundesländer und Behörden, darunter Bundeskriminalamt (BKA), Bundespolizei, Spezialeinsatzkommando (SEK), GSG 9 sowie private Sicherheitsdienste.
Damals erwartete die Polizei 100.000 Gipfelgegner, darunter bis zu 10.000 als Schwarzer Block formierte und gewaltbereite Autonome, besonders aus südeuropäischen Staaten. Eine mit HK-G36-Sturmgewehren ausgerüstete Beweissicherungs- und Festnahmeeinheit (BFE+) der Bundespolizei sollte Tatverdächtige festnehmen. In Hamburg-Harburg wurde eine Gefangenensammelstelle (Gesa) mit einer Außenstelle des Amtsgerichts Hamburg gebaut. Festnahmen sollten vor allem Sitzblockaden auf VIP-Fahrtrouten, „NoCops-Zonen“ und Störversuche von Flugzeuglandungen verhindern. Neun Richter, Staatsanwälte, Strafverteidiger und Mitarbeiter sollten im 24-Stunden-Schichtbetrieb über Gewahrsamnahmen von bis zu zehn Tagen zur Gefahrenabwehr oder Untersuchungshaft entscheiden. Häftlinge sollten in die Justizvollzugsanstalt Billwerder oder das ehemalige Frauengefängnis auf Hahnöfersand kommen. Bis Mai 2017 wurden jedoch nur 70 von 150 geplanten Einzelzellen gebaut. Dafür sollten neun Quadratmeter große Sammelzellen je bis zu fünf Personen aufnehmen. Sie hatten zwar Klimatisierung, dimmbares Licht, Rauchmelder und Notrufeinrichtung, aber davon getrennte Toiletten und Waschräume.
Am 10. Mai warnte Hamburgs Innensenator Andy Grote, ausländische Sicherheitskräfte könnten mit gefährlichen Maßnahmen auf Blockaden von Staatskonvois reagieren. G20-Gegner deuteten dies als Einschüchterungsversuch. Am 9. Juni untersagte die Hamburger Polizei für den 7. und 8. Juli alle Versammlungen in einem 38 Quadratkilometer großen Stadtgebiet um Flughafen, Messehallen und die meisten Hotels der Gipfelgäste. Ein zweites Verbot für den 7. Juli umfasste den Bereich um die Elbphilharmonie. Laut Grote ließen sich der „Transferkorridor“ für die An- und Abreise der Staatsgäste nur so sichern, Blockaden, Fahrzeugsstops und unberechenbare Reaktionen von Personenschützern verhindern. Zuvor hatte er ein „Festival der Demokratie“ und Protestmöglichkeiten in Hör- und Sichtweite des Tagungsorts versprochen. G20-Gegner klagten gegen die großflächige Aufhebung von Grundrechten.
Duddes interner Rahmenbefehl vom 9. Juni gab dem Schutz der Staatsgäste „höchste Priorität“. Die Polizei sollte Störungen und Blockaden von Gipfelteilnehmern sofort verhindern. Kein Polizist durfte sein Handy benutzen und Bilder im Internet hochladen. Alle sollten „ein tolerantes, betont offenes, kommunikatives und freundliches Verhalten“ zeigen und mit „tadellosem Erscheinungsbild und korrektem Auftreten“ zum Gipfelerfolg beitragen. Kurz vor Gipfelbeginn bekräftigte er intern: Ein Wasserwerfer habe keinen Rückwärtsgang. Nicht Blockaden, sondern erfolgreiche Straßenräumungen seien zu melden. Damit, so Berichterstatter, habe er eine Eskalationsstrategie vorgegeben und Konfrontation vorprogrammiert.
Am 15. Juni stellten Grote und Dudde ihr Polizeikonzept vor. Sie wollten einen reibungslosen Gipfelablauf gewährleisten, aber nicht die ganze Innenstadt sperren und keine Massen verhaften. Neben Objektschutz waren verstärkte Polizeistreifen im ganzen Stadtgebiet vorgesehen. In einer von Polizeihubschraubern überwachten Flugbeschränkungszone mit 55,5 Kilometern Radius durften sich beim Gipfel nur Privatflugzeuge mit Sondererlaubnis und keine privaten Drohnen bewegen. Gegen starke Verstöße sollten ständig startbereite Abfangjäger der Deutschen Luftwaffe innerhalb von fünf Minuten eingreifen. Rund um die Messehallen wurden zwei Sicherheitszonen eingerichtet: Zur ersten („roten“) Zone hatten nur G20-Teilnehmer und ausdrücklich Berechtigte Zugang. Ein starkes, engmaschig aufgestelltes Polizeiaufgebot des BKA schirmte sie ab. In der zweiten („gelben“) Zone mit Karolinen- und Schanzenviertel wurden Straßensperren und Kontrollpunkte eingerichtet, die nur Anwohner, Post- und Pflegedienste mit gültigem Personalausweis durchließen. Individualverkehr und das Abstellen von Fahrzeugen wurden dort verboten. Auch der Rathausbereich und zugehörige U-Bahn-Stationen wurden gesperrt. Deutsche Polizisten und ausländische Sicherheitsbeamte sollten Hotels für Staatsgäste gemeinsam bewachen. Die Routen für VIP-Fahrten vom Flughafen Hamburg bis zu Unterbringungs- und Veranstaltungsorten wurden beim Gipfel für gewöhnliche Verkehrsteilnehmer gesperrt. Gullydeckel wurden verschweißt. Taucher inspizierten den Unterwasserbereich von Brücken in den Sicherheitszonen, Patrouillenboote sicherten die Wasserwege. Damit wurden Auflagen des United States Secret Service und anderer ausländischer Sicherheitskräfte erfüllt. Gegen Angriffe mit Sprengmitteln, Handgranaten und schweren Waffen hatte die Hamburger Polizei das zwölf Tonnen schwere, bis zu 100 km/h schnelle Sonderfahrzeug Survivor R angeschafft. Dudde kündigte an, es werde „alles an Polizeiequipment zu sehen sein, was es gibt“, darunter gepanzerte Fahrzeuge, Drohnen, Polizeiboote, elf Hubschrauber, sechs aus Frankreich geliehene Spezialfahrzeuge für Absperrungen. Kriegswaffen seien ausgeschlossen.
Österreich schickte 215 Polizisten, darunter das Einsatzkommando Cobra und die Sondereinheit WEGA. Am 26. Juni erlaubte das Bundesverwaltungsamt dem mitreisenden Sicherheitspersonal der USA, Großbritanniens und des IWF, Waffen zu tragen. Das Auswärtige Amt verbot jenen Leibwächtern Erdoğans die Einreise, gegen die US-Gerichte nach dem Übergriff auf Demonstranten im Mai 2017 vor der türkischen Botschaft in Washington D.C. Haftbefehle erlassen hatten.
Am 28. Juni erwarteten die Behörden bis zu 8000 anreisende gewaltbereite Linksextremisten, Straßenkämpfe zwischen Polizei und Autonomen, Türken und Kurden, darunter Anhängern der Arbeiterpartei Kurdistans (PKK), Putin-Anhängern und -Gegnern sowie mögliche gezielte Anschläge, etwa auf Ampeln, Funkmasten, Stromversorgung, sowie Blockaden des Neuen Elbtunnels und im Hafen. Darum wurden die Besondere Aufbauorganisation (BAO) und Spezialeinheiten aus Österreich und den Niederlanden hinzugezogen. Eine BKA-Sicherungsgruppe übernahm den Personenschutz, die Bundespolizei war für Bahnareale zuständig. Hamburgs Polizeipräsident Ralf Martin Meyer erklärte, man sei bestens vorbereitet, könne aber Sachbeschädigungen und brennende Fahrzeuge wegen der vielen möglichen Ziele nicht verhindern. Bei Straftaten wollte man gemäß Duddes „Hamburger Linie“ sofort und hart eingreifen.
Am 29. Juni durchsuchte die Polizei Wohnungen in und bei Hamburg, deren Bewohnern sie öffentliche Belohnung und Billigung von Straftaten vorwarf. Am 4. Juli präsentierte sie gefährliche Gegenstände und Waffen, die sie bei mutmaßlichen Linksautonomen beschlagnahmt hatte, darunter mit einem Bitumengemisch gefüllte Feuerlöscher, Bengalos, zum Bau von Molotowcocktails geeignete Flaschen mit brennbaren Flüssigkeiten sowie einen Störsender gegen die Ortung von Handysignalen.
Nach späteren Angaben der Bundesregierung waren insgesamt mehr als 31.000 deutsche Polizeikräfte beim Gipfel eingesetzt, davon 23.200 Länderpolizisten, 5.500 Bundespolizisten und über 2.500 BKA-Beamte. Olaf Scholz vertrat am 10. Juli auf der Pressekonferenz nach dem Gipfel den Standpunkt, dass auch 5000 Polizeikräfte mehr nichts an den verübten Straftaten hätten ändern können.

### Einreisekontrollen
Am 17. Mai 2017 ordnete das Bundesministerium des Innern (BMI) Einreisekontrollen an den Schengen-Binnengrenzen an, die örtlich und zeitlich flexibel erfolgen und erst unmittelbar vor ihrem Beginn bekannt gegeben werden sollten. Am 12. Juni wurden sie für einen Monat eingeführt, ab 1. Juli ausgeweitet. An kleinen und großen Grenzübergängen besonders zur Schweiz und zu Frankreich überwachte die Bundespolizei Pkws, Züge, Busse und Flugverkehr und kontrollierte zudem verdachtsunabhängig in einem 30-km-Radius um die Grenzen, abgestimmt mit Nachbarstaaten und EU-Kommission. Am 5. Juli kontrollierte sie in Basel stundenlang einen Gipfel-Sonderzug mit 210 Fahrgästen und verwehrte 33 davon die Einreise nach Deutschland, einigen wegen früherer Festnahmen. Laut Bundespolizei stützte sie mindestens 12 Verbote auf Abfragen bei der Schweizer Polizei, Informationen anderer Staaten und das Verhalten der kontrollierten Personen.
Bei solchen Kontrollen wurden nach Polizeiangaben 673 Straftäter gefasst, gegen die offene Haftbefehle ohne Bezug zu G20 vorlagen.

### Rechtswidriger Ausschluss von Journalisten

G-20 Hamburg Presseakkreditierung (Rückseite)

5101 Journalisten waren zum Gipfel zugelassen. Die Bundesregierung entzog 32 davon am 6. Juli die Presseakkreditierung. Ab dem 7. Juli durften neun Journalisten das Pressezentrum der Hamburger Messehallen nicht mehr betreten und mussten ohne Angabe von Gründen ihre Pressekarte abgeben. Damit konnten sie keine Fototermine oder Pressekonferenzen mit wichtigen Politikern mehr besuchen.
Am 10. Juli gab Regierungssprecher Steffen Seibert eine Ausschlussliste für weitere 23 zuvor akkreditierte Journalisten bekannt. Er verwies auf „Sicherheitsbedenken“ beteiligter Behörden, nannte aber mit Verweis auf den Persönlichkeitsschutz keine konkreten Ausschlussgründe. Die ARD vermutete, der Ausschluss beruhe auf Angaben des türkischen Geheimdienstes, weil die Türkei zwei betroffene Fotografen im Oktober 2014 kurzzeitig festgenommen hatte. Das BKA widersprach: Erst Zusatzinformationen und die „Gesamtbeurteilung der aktuellen Entwicklungen“ beim Gipfel hätten zum Ausschluss geführt. Laut Medienberichten stammten diese Informationen aus Datenbankeinträgen des BfV zu Körperverletzung, Landfriedensbruch oder Mitgliedschaft in einer gewaltorientierten Gruppe. Die Polizei beaufsichtigte seit dem G8-Gipfel in Heiligendamm 2007 eine unbekannte Zahl Journalisten und habe 32 davon nun ausgeschlossen, da diese Aufsicht bei G20 unmöglich gewesen sei. Das BMI schränkte ein, Journalisten würden nur „beim Betreten klar definierter Sicherheitsbereiche“ beaufsichtigt, um „gegebenenfalls Zwischenfälle zu verhindern“. Es habe nur gegen vier Journalisten belastende Hinweise gegeben. Einer sei als Anführer „extrem gewalttätiger“ schwarzer Blöcke aufgefallen. Ein weiterer sollte ein „Reichsbürger“ sein. Er stellte sich als NDR-Reporter heraus, dessen Name verwechselt worden war. Der Entzug sollte befürchtete Zwischenrufe, Beschimpfungen oder Plakate bei Pressekonferenzen von Staatschefs vermeiden. Auch Anmelder legaler Demonstrationen und „Prüffälle“ standen in Straftäterdateien. Diese waren 2011 letztmals überprüft worden, dabei hatte man viele Falscheinträge und methodische Fehler entdeckt.
Seit dem 8. Juli kritisierten Deutsche Journalistinnen- und Journalisten-Union (DJU), Deutscher Journalisten-Verband (DJV) und viele deutsche Medienvertreter den Ausschluss als schwerwiegenden Eingriff in die grundgesetzlich garantierte Pressefreiheit und kündigten Rechtsschritte dagegen an, so der Verlag des Weser-Kuriers. Am 11. Juli kritisierten auch der Hamburger Beauftragte für Datenschutz Johannes Caspar und der frühere Bundesdatenschutzbeauftragte Peter Schaar die Ausschlussliste als Rechtsverstoß und Stigmatisierung, auch weil sie „als Handzettel quasi offen einsehbar“ kursiert habe. Das BKA hatte die Liste im Pressezentrum verteilt und manchen Fernsehteams Einblick ermöglicht. Am 13. Juli forderte Bundesjustizminister Heiko Maas Aufklärung. Das BMI versprach genaues Prüfen der Abläufe.
Bis 4. August erhielt kein ausgeschlossener Journalist eine Begründung dafür. Das Bundespresseamt verwies 17 individuelle Auskunftsanträge an den Datenschutzbeauftragten des BKA, weitere acht Rechtsbehelfsanträge der DJU hatte es noch nicht bearbeitet. Neun Betroffene klagten beim Verwaltungsgericht Berlin gegen das Bundespresseamt, um die Unrechtmäßigkeit ihres Ausschlusses feststellen zu lassen. Bis 30. August räumte das BMI vier Fehlentscheidungen ein: Dreimal seien dem BKA zugelieferte Daten zu Unrecht nicht gelöscht oder ein Freispruch nicht vermerkt worden. Als Ausschlussgründe nannte das BKA etwa (1) ein 2014 eingestelltes Verfahren zu einer Sitzblockade und eine frühere Mitgliedschaft in der IL, (2) eine langjährige Mitgliedschaft in Berlins linksextremer Szene, (3) Anhängerschaft einer gewaltbereiten Bewegung (eine Falschangabe des Hamburger Verfassungsschutzes), (4) Teilnahme an einer legalen lokalen Kundgebung gegen Nazis, (5) eine frühere Plakataktion der Umweltorganisation Robin Wood. Kein Betroffener war deswegen vorbestraft. Das BKA erklärte nicht, warum die Einträge gespeichert blieben, nicht vor dem Gipfel überprüft und erst dann als Sicherheitsrisiko eingestuft worden waren: Das hatte rechtzeitige Beschwerden, Aufklärung und juristische Korrektur der Fehler verhindert. Zwei Betroffene waren in Verbunddateien für „politisch motivierte Kriminalität“ und „linksradikale Gewalttäter“ eingetragen: der eine, obwohl er nach Anzeige einer Polizeibeamtin freigesprochen worden war, der andere, obwohl er nach Personenkontrollen seinen Presseausweis vorgelegt und das LKA seines Bundeslandes einen Eintrag zehn Jahre zuvor gelöscht hatte. Das BKA hatte ihn seit seiner Festnahme in der Türkei im Oktober 2014 als bekannten Linksextremisten geführt, obwohl ihm türkische Behörden kein strafbares Handeln nachgewiesen hatten. Einem Betroffenen verweigerte das Bundesministerium der Verteidigung am 20. Juli Zugang zu einem Gelöbnis im Bendlerblock.
Der frühere Bundesverfassungsrichter Wolfgang Hoffmann-Riem nannte es „skandalös“, Journalisten ohne Vorstrafen zu speichern. Bei Auswahl und Kontrolle eingespeister Daten gebe es ein „erhebliches Defizit“. Laut Strafrechtsprofessor Tobias Singelnstein hätten Einträge nach Freisprüchen sofort gelöscht werden müssen. Stattdessen sollten sie nach zehn Jahren erstmals überprüft und nach 15 Jahren gelöscht werden. Laut Peter Schaar sind solche Einträge eklatante Datenschutzvergehen. Aufzuklären sei, wer wann den Vermerk zur Türkei angefertigt hatte und welche der gespeicherten Angaben aus der Türkei stammten. Lange Speicherungen widersprächen Vorgaben des Bundesverfassungsgerichts (BVerfG). Auch die übrigen Betroffenen halten den Ausschluss für rechtswidrig und wollen Rehabilitierung.
Nach Klagen Betroffener löschten mehrere Landeskriminalämter belastende Falschinformationen über sie aus ihren Dateien, verhinderten so deren Überprüfung und vernichteten Beweismittel. So war ein Berliner Fotograf ohne sein Wissen seit 2011 wegen „besonders schwerem Landfriedensbruch“ geführt und als „Mitglied eines gewaltbereiten oder gewaltbefürwortenden Beobachtungsobjekts“ von G20 ausgeschlossen worden, obwohl er nur auf Demonstrationen fotografiert hatte und dabei weder festgenommen noch verurteilt worden war. Ein weiterer Fotograf war aus unbekanntem Grund wegen „Hausfriedensbruch“ eingetragen und erfuhr nur durch den Löschhinweis des BKA davon. Weitere fünf von ursprünglich acht Vorwürfen sollten nach Verfahrensabschlüssen gelöscht werden. In mindestens 12 Fällen erwiesen Recherchen der ARD Vorwürfe gegen Betroffene als falsch. Dennoch stufte die Bundesregierung diese und 16 weitere Fälle weiter als Sicherheitsrisiko ein und entschuldigte sich bis Oktober 2017 auch nicht bei den vier Personen, deren Ausschluss sie als fehlerhaft zugegeben hatte. Sie räumte auf parlamentarische Nachfrage ein, dass die Dateneinträge der Sicherheitsbehörden weder die Gesamtzahl der als „Gewalttäter links“ eingestuften Personen zeigen noch unterscheiden, wer davon verurteilt oder aus anderen Gründen gespeichert wurde. „Wegen uneinheitlicher Meldeverfahren der Justizbehörden“ erhalte die Polizei teilweise keine Kenntnis von beendigten Verfahren und deren Gründen. Maßnahmen, diesen Zustand zu beendigen, ergriff sie nicht. So schloss das BKA mehrmals vom G20-Gipfel ausgeschlossene Journalisten von weiteren Veranstaltungen aus.
Elf Betroffene stellen vom 10. Oktober bis 12. Dezember 2017 in Berlin Fotografien ihrer Arbeit aus. Zur Eröffnung erinnerten sie daran, dass der Skandal nicht nur 32 Personen, sondern zehntausende Deutsche betreffe, die ohne Vorstrafen in polizeilichen Datenbanken eingetragen seien.
Am 19. Oktober 2017 erklärte das BKA, es habe der Hamburger Polizei am 7. Juli eine Liste mit 82 Namen übermittelt, darunter denen der 32 Journalisten. Nach einigen Stunden habe man die Liste als rechtswidrig erkannt und zurückgezogen. Laut Hamburger Polizei erhielten die am Medienzentrum eingesetzten Beamten diese Information jedoch nicht. Der so zustande gekommene Akkreditierungsentzug war somit rechtswidrig.
Die Bundesbeauftragte für den Datenschutz, Andrea Voßhoff, forderte eine Überprüfung des polizeilichen Informationssystems INPOL.

### Gewerbe und Verkehr

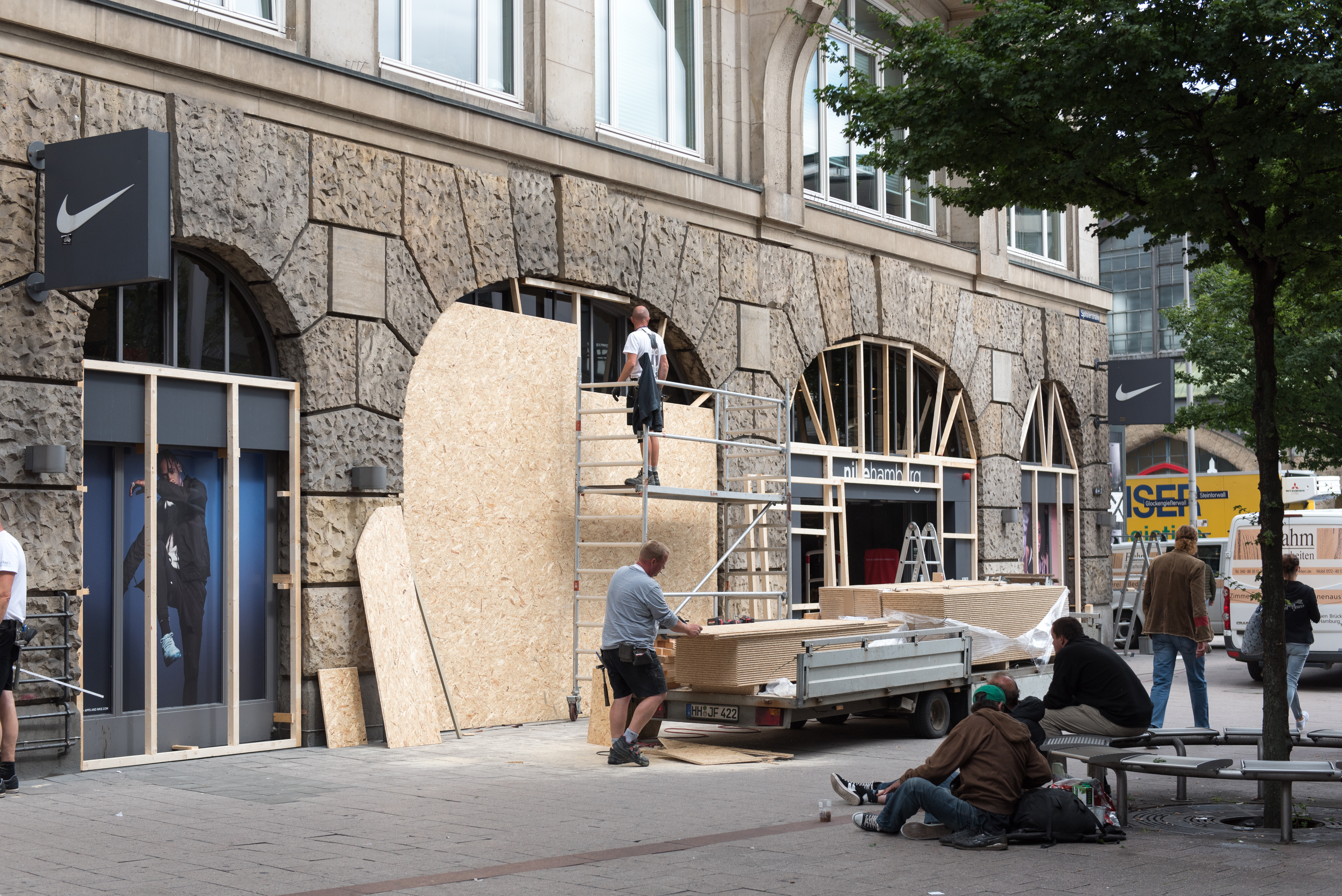
Sicherung von Schaufenstern in der Innenstadt.

Viele Hamburger Unternehmen schlossen oder reduzierten ihre Arbeit während des Gipfels. Im Schanzenviertel wurden Läden mit Holzbrettern verbarrikadiert, manche beschriftet mit „No G20 Spare Our Store“. Hermes Europe kündigte Einschränkungen beim Paketversand an.
Die Polizei übte im normalen Verkehr Eskorten von Fahrzeugkolonnen ohne Halt zwischen Flughafen und Veranstaltungsorten. Ab Mittag des 6. Juli sperrte sie viele Hauptstraßen dafür. In Winterhude, Eppendorf und Barmbek stand der Verkehr still. Auch in den Folgetagen behinderten Polizeisperren den Stadtverkehr. Der Busbetrieb in der Innenstadt wurde stark begrenzt. Nur Shuttlebusse durften die gesperrte Zone befahren. U- und S-Bahnen sollten uneingeschränkt fahren. Der Hamburger Verkehrsverbund rechnete nur mit Kurzsperrungen von Ausgängen beim U-Bahnhof Messehallen und S-Bahnhof Hamburg Sternschanze. Für Passagiere verspäteter Flüge wurden zusätzliche S-Bahn-Fahrten zum Bahnhof Airport eingerichtet. Der Bahnhof Barmbek war am 6. Juli wegen Polizeisperren stundenlang kaum von Bussen erreichbar. Am 7. Juli zwischen 8:45 Uhr und 14:00 Uhr wurden der Busverkehr am Bahnhof Hamburg-Altona und dann auch die Shuttlebuslinien wegen „unübersichtlicher Demonstrationslage“ eingestellt. Auf vielen weiteren Linien kam es zu Verspätungen, Umleitungen und Ausfällen.
Während des Gipfels durften kaum Personenzüge über Gleise der Hamburg-Altonaer Verbindungsbahn fahren. Planmäßig begannen und endeten fast alle Fernzüge mit Start und Ziel in Altona am Hamburger Hauptbahnhof und fuhren allenfalls leer durch die Sperrzone in die Abstellanlagen. Andere Fernzüge wurden über die Güterumgehungsbahn Hamburg am Stadtzentrum vorbei geleitet. Die beiden Hamburger Fernbahnhöfe Dammtor und Altona stellten den Fernverkehr weitgehend ein. Regionalzüge aus dem Norden, der Mitte und dem Westen Schleswig-Holsteins wurden zum Bahnhof Hamburg-Altona umgeleitet, wo ihre Fahrgäste in die S-Bahn Hamburg umsteigen mussten. Wegen Polizeieinsätzen und Ausschreitungen fuhr am 7. Juli nachmittags keine S-Bahn mehr durch den City-Tunnel zwischen Bahnhof Altona und Hauptbahnhof; abends wurde der S-Bahn-Betrieb im Innenstadtbereich ganz eingestellt. Die U-Bahn-Linie 3 war vom 7. bis 9. Juli in St. Pauli und der Innenstadt unterbrochen und durchfuhr einzelne U-Bahn-Haltestellen ohne Halt.

## Proteste

### Bündnisse und Pläne
Im November 2016 bildeten linksgerichtete Gruppen und Verbände das Bündnis „Grenzenlose Solidarität statt G20“, darunter Attac, Föderation Demokratischer Arbeitervereine (DIDF), Die Linke, Interventionistische Linke (IL), Kongress der kurdischen demokratischen Gesellschaft in Europa (NAV-DEM) und der Rote Aufbau Hamburg. Sie meldeten für den 8. Juli 2017 eine Demonstration an, die vom Bahnhof Hamburg Dammtor über mehrere Routen durch die Innenstadt zum Heiligengeistfeld gehen sollte. An der ersten Aktionskonferenz vom 2. bis 4. Dezember 2016 in der Hamburger Hochschule für Angewandte Wissenschaften Hamburg (HAW) nahmen etwa 500 Personen teil. Zuvor hatte die Hochschulleitung die Räume kurzfristig gekündigt, weil sie einige eingeladene Gruppen als „gewaltorientiert“ einstufte. Ein Amtsgericht hatte das Verbot aufgehoben. An der Konferenz nahmen das Netzwerk Recht auf Stadt, die IL, der Verband der Studierenden aus Kurdistan, Attac und viele weitere Gruppen aus Europa teil. Als „Choreografie des Protests“ planten sie einen Gegengipfel mit Podiumsdiskussionen, dezentrale Aktionen wie eine symbolische Hafenblockade, eine autonome Demonstration und die gemeinsame Abschlussdemonstration.
Am 18. Februar 2017 gründeten über 100 Schüler, Auszubildende und Studierende aus dem Raum Hamburg den „Jugendrat gegen G20“. Ab März beteiligten sich weltweit über 140 Gaststätten an der Aktion „Soli-Mexikaner gegen Trump“, mit deren Erlös G20-Proteste finanziert wurden. Am 31. März gründeten elf Organisationen, darunter die Studierendenvertreter der großen Hamburger Hochschulen und die Hamburger Gewerkschaft Erziehung und Wissenschaft (GEW), das Bündnis „Gemeinsam statt G20“, um den Gipfel mit einer Volkspetition zu verhindern. Bis Ende Mai sammelten sie rund 14.500 Unterschriften und erreichten die Befassung ihres Anliegens in einer öffentlichen Sitzung des Verfassungs- und Bezirksausschusses am 23. Juni.
Bei der zweiten Aktionskonferenz am 8./9. April 2017 erklärten die über 800 Teilnehmer, von der Polizei angekündigte Verbotszonen notfalls zu missachten. Sie planten zudem ein friedliches „Massen-Cornern“ (4. Juli), die Demonstration „G20 – Welcome to Hell“ (6. Juli) und zwei Protestzüge, die am 7. Juli Produktion und Logistikwege im Hamburger Hafen blockieren wollten. Ein Blockadetraining und Workshops zum Eindringen in die „Rote Zone“ fanden statt. Dass die Stadtverwaltung das Heiligengeistfeld für den 9. Juli sperrte, für einen Schlagermove am 11. Juli aber freigab, wurde als Schikane kritisiert. Rund 850 Menschen demonstrierten anschließend in Hamburg gegen G20. Am 19. April gründete sich die bundesweite „Jugend gegen G20“ mit zunächst 24 Trägern, darunter Naturfreundejugend Deutschlands, Linksjugend solid, Sozialistische Deutsche Arbeiterjugend (SDAJ), Ver.di Jugend, verschiedene Ortsgruppen der IG Metall, DGB-Jugend, kurdisch-internationalistische und antifaschistische Gruppen. Sie organisierten vor allem einen Bildungsstreik in Hamburg und demonstrierten nach der Gründung mit über 300 Menschen gegen den Gipfel.
Die Evangelisch-Lutherische Kirche in Norddeutschland, das Erzbistum Hamburg und 38 kirchliche Gruppen gründeten Anfang 2017 das ökumenische Bündnis global gerecht gestalten. Seine Hauptvertreter Erzbischof Stefan Heße und Landesbischöfin Kirsten Fehrs erklärten im April, man wolle den Gipfel nicht blockieren, sondern mit dessen Vertretern in einen Dialog treten, um den nicht bei G20 vertretenen, besonders hilfsbedürftigen Ländern eine Stimme zu geben. Man wolle auf Umweltzerstörung und ungerechte Wirtschaftsstrukturen hinweisen und Aktivisten „Orte der Besinnung und Ruhe“ bieten. Das Bündnis richtete im Juni mit NGOs aus über 50 Staaten einen Civil20-Gipfel in Hamburg aus, der Forderungen an Bundeskanzlerin Angela Merkel übergab. Vertreter des Hilfswerks Misereor erwarteten vom Gipfel kaum Fortschritte im Kampf gegen Armut, globale Erwärmung und Krieg im Mittleren Osten. Das Bündnis rief nicht zu Demonstrationen auf, sondern schloss sich der Kundgebung „Hamburg zeigt Haltung“ (8. Juli) an. Die Nordkirchensynode hatte Kritik an mangelnder „Legitimität und Transparenz“ der G20 aus ihrer Erklärung gestrichen und nur „Abschottung“, „nationalistische Tendenzen“ und „Partikularinteressen“ kritisiert. Für den Theologen Theo Christiansen verteidigte sie damit das neoliberale System der G20, das jene Tendenzen erst hervorgebracht habe, lehne sich distanzlos an die Interessen der deutschen Politik und Wirtschaft an, missachte antikapitalistische Konsenspositionen des ÖRK und lasse Initiativen in ihren konkreten Kämpfen gegen Rüstungsexporte, Hafen- und Energiepolitik, Fluchtursachen usw. allein.
Der Deutsche Gewerkschaftsbund (DGB) bejahte den Gipfel, beteiligte sich aber an Aktionen und Demonstrationen für eine „faire Globalisierung“ und gerechte Verteilung von Einkommen und Vermögen. Der DGB-Vorsitzende Reiner Hoffmann erwartete eher zunehmende nationalstaatliche Interessengegensätze, besonders bei der Politik zu Klimawandel, Arbeitsmarkt und Entwicklung. Gleichwohl bleibe G20 als Gegengewicht zum Protektionismus des US-Präsidenten wichtig. Friedliche Proteste seien legitim, Gewalt sei entschieden abzulehnen. Katja Karger, Vorsitzende des DGB-Landesverbands Hamburg, sah Chancen, dass beim Gipfel auch Arbeitnehmerrechte thematisiert würden.
Die Regierungsparteien SPD Hamburg und Bündnis 90/Die Grünen Hamburg riefen zur Demonstration Hamburg zeigt Haltung auf. Sie sollte parallel zur Abschlussdemonstration stattfinden, betont gewaltfrei sein und nur einzelne Gipfelteilnehmer kritisieren. Gipfelgegner lehnten eine Demonstration von Gipfelbefürwortern ab. Auch Unterstützer vermissten die angekündigte „Haltung“ zum Gipfel. Die Träger der Großdemonstration um Jan van Aken (Die Linke Hamburg) sahen darin einen Spaltungsversuch. Die „Gewaltfrage“ werde aufgeblasen, um Menschen von Protesten fernzuhalten.
Für die Gipfelwoche organisierten viele Bündnisse und Initiativen noch weitere Proteste und Veranstaltungen, die Alternativen zum Kapitalismus aufzeigen sollten. Bis zum 27. Juni 2017 wurden 27 Demonstrationen für die zwei Gipfeltage angemeldet. Insgesamt wurden über 100.000 Demonstranten erwartet.
In den Räumen des Millerntor-Stadion des FC St. Pauli wurde mit dem „FC/MC“ ein alternatives Medienzentrum eingerichtet, zu dem „Journalisten, Freelancer und Aktivisten aller G20-Staaten“ eingeladen wurden. Damit sollte auch eine Plattform für „alle Protestierenden“ entstehen und ein Ort, an dem „ausgehandelt wird, was Journalismus heute sein kann.“ Elemente des FC/MC waren u. a. ein Livestream über alle Gipfeltage und eine tägliche Pressekonferenz mit Akteuren der Proteste und mit internationalen Gästen.

### Konflikte um Protestcamps

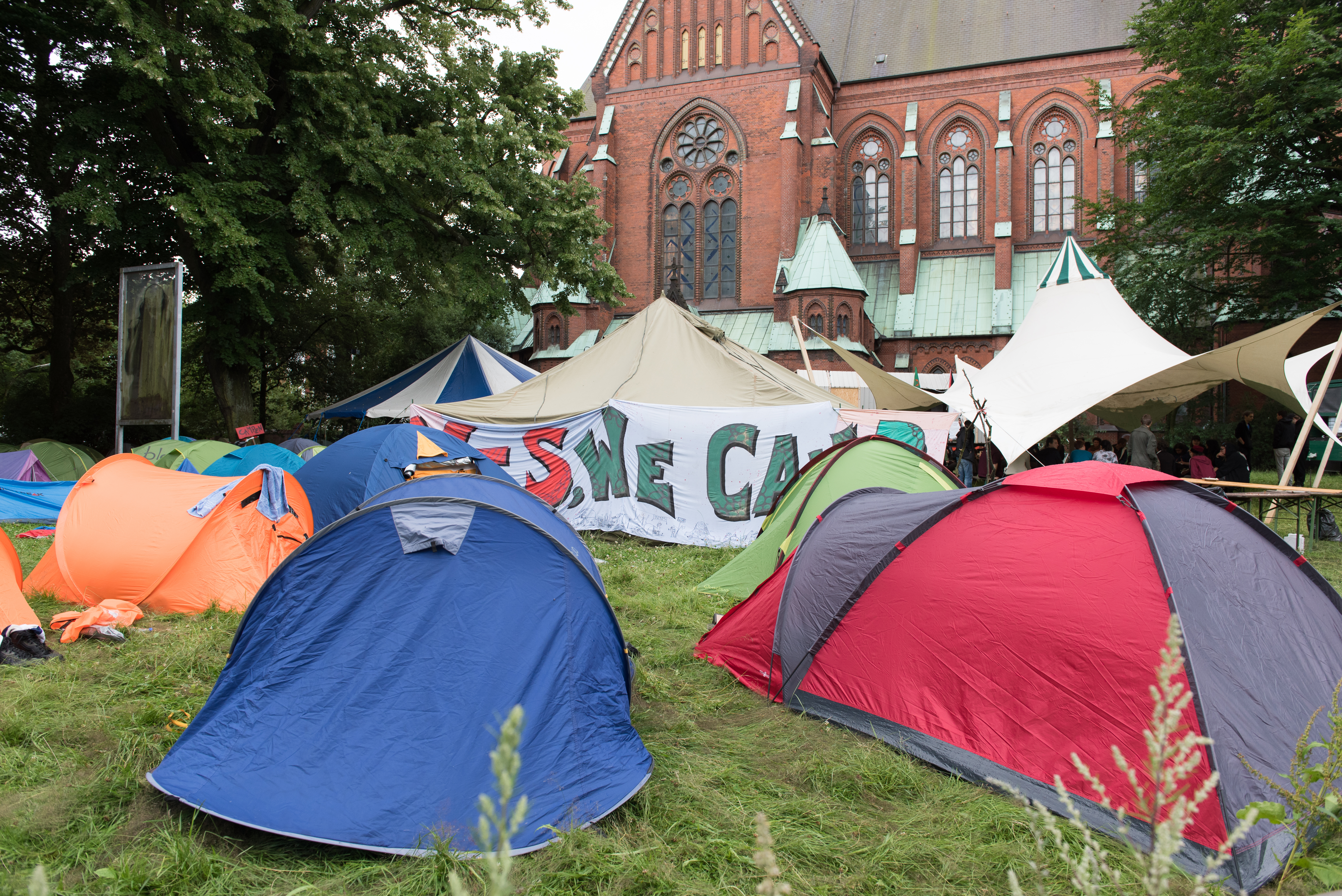
Protestcamp vor der St.-Johannis-Kirche in Hamburg-Altona

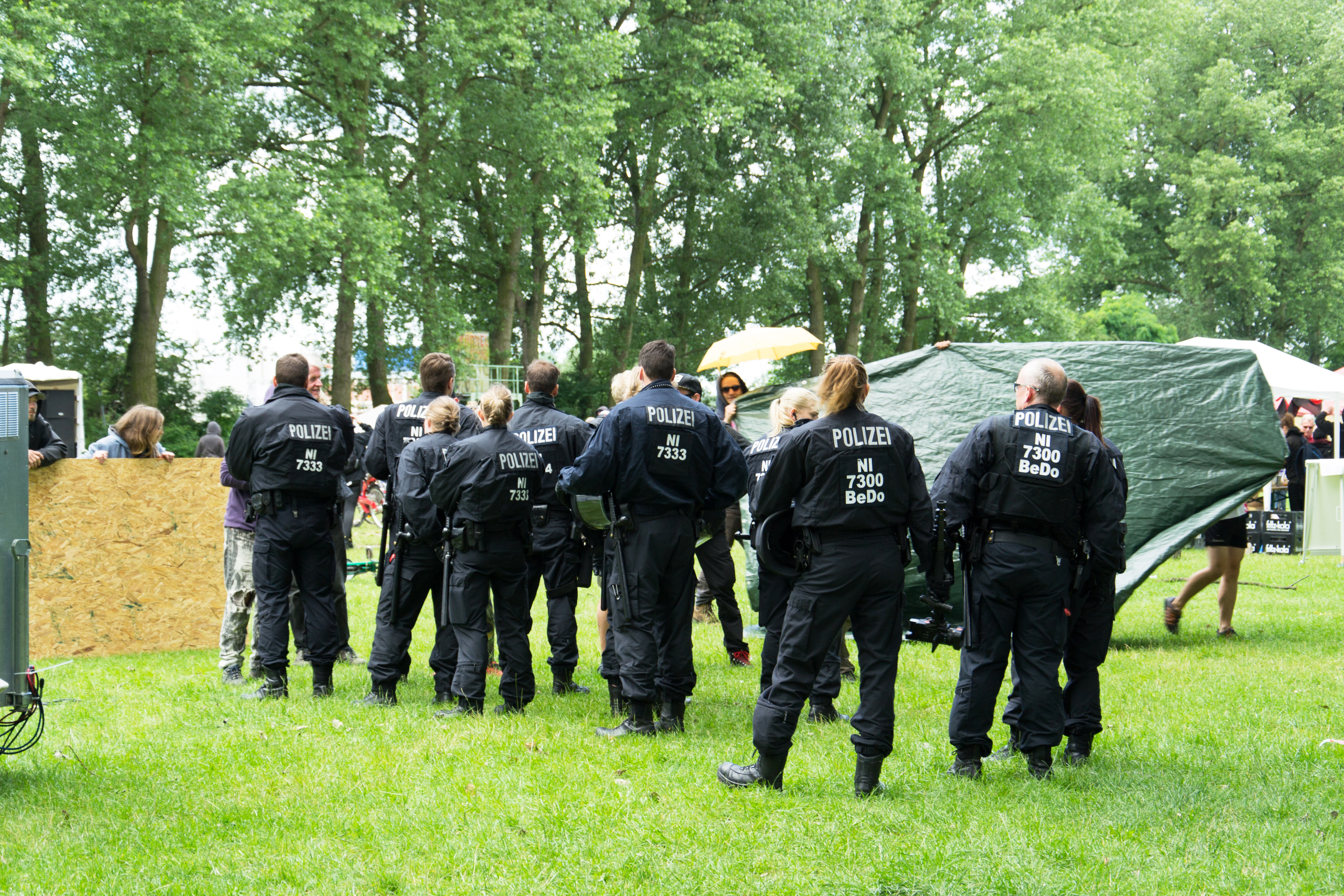
Polizisten inspizieren das G20-Protestcamp Entenwerder nach der umstrittenen Räumung

G20-Gegner wollten im Hamburger Stadtpark ein „Antikapitalistisches Camp“ für bis zu 10.000 Menschen errichten und dort vom 30. Juni bis 9. Juli 2017 Protestveranstaltungen abhalten. Hamburgs Stadtverwaltung verbot das Camp als potenzielle Gefahrenquelle nach der Grünanlagenverordnung. Das Oberverwaltungsgericht bestätigte das Verbot am 23. Juni: Im Konzept der Veranstalter stehe nicht die Meinungskundgabe im Fokus. Das BVerfG urteilte dagegen am 28. Juni: Das Camp falle unter das Versammlungsrecht. Die Stadt könne aber Auflagen zu Ort und Umfang verhängen. Die Hamburger Polizei verbot weiterhin ein Camp mit Übernachtungszelten, weil sie darin die Vorbereitung gewalttätiger Aktionen sah. Die Campbetreiber kritisierten dies als Verfassungsbruch und kündigten spontane Proteste im Stadtgebiet an.
Am 27. Juni rief eine große Stadtteilversammlung von Hamburg-St. Pauli Bürger dazu auf, auswärtigen Demonstranten kostenlos Schlafplätze anzubieten. Am 30. Juni erreichten die Veranstalter von „Yes we camp“ einen Kompromiss mit der Polizei und begannen den Aufbau eines Protestcamps ohne Schlafmöglichkeiten in Hamburg-Lurup. Am 1. Juli erlaubte das Hamburger Verwaltungsgericht ein Schlafcamp im weit von der Verbotszone entfernten Elbpark Entenwerder. Am 2. Juli blockierte die Polizei auf Weisung Duddes jedoch die Zufahrtswege und wies den Veranstaltern ohne schriftliche Begründung eine viel kleinere Fläche zu: Auch das weit entfernte Camp biete „Rückzugsräume für militante Gipfelgegner“. Abends kesselte sie das Camp ein, beschlagnahmte elf Schlafzelte und verletzte mehrere Personen mit Pfefferspray. Kritiker sprachen von einem „Putsch der Polizei gegen die Justiz“. Die Rote Flora verlegte ihre abendliche Vollversammlung nach Entenwerder. Camper meldeten eine spontane Demonstration auf der Zufahrtsstraße an. Nachmittags bauten sie Zelte auf dem Rathausmarkt auf: Hamburg müsse sich zwischen Rechtsstaat oder Polizeistaat entscheiden. Die dortige Abschlusskundgebung der „G20-Protestwelle“ und Amnesty International unterstützten ihre Forderungen. Innensenator Grote bekräftigte dagegen das Verbot von Übernachtungscamps; man wisse, dass dahinter „die militante, autonome Szene“ stehe. Die Linkspartei forderte Grotes Rücktritt. Am 3. Juli bestätigte das Hamburger Verwaltungsgericht das polizeiliche Verbot von Schlafzelten, Küchen und Duschen. Am 4. Juli brachen die Veranstalter das Camp in Entenwerder deswegen ab. Einige kleinere Camps in der Innenstadt räumte die Polizei kurz darauf. Es entstanden dezentrale Camps unter anderem an den Kirchen St. Johannis (Altona) und St. Trinitatis (Altona), im Millerntor-Stadion des FC St. Pauli und im Deutschen Schauspielhaus in Hamburg-St. Georg.
Am 5. Juli genehmigte das Oberverwaltungsgericht schließlich 300 Schlafzelte für bis zu 900 Personen in Entenwerder. Die Veranstalter bauten es jedoch nicht mehr auf. Auch ein zweites Protestcamp im Altonaer Volkspark genehmigte die Stadt nur auf einem entfernten Randplatz und ohne Schlafzelte, Toiletten und Küchen. Nachdem das Oberverwaltungsgericht dort 300 Zelte erlaubt hatte, duldete die Polizei den Aufbau von 1000 Schlafzelten.
Im Mai 2022 urteilte das Verwaltungsgericht Hamburg, dass die Absperrung des Zugangs zu der Elbinsel Entenwerder zur Errichtung eines Protestcamps durch die Polizei anlässlich des G20-Gipfeltreffens wie auch die Untersagung des Camps und das Verbot von Schlafzelten rechtswidrig waren.

### Aktionen in der Gipfelwoche
| Datum      | Veranstaltung                                                      | Teilnehmerzahl                        | Bild |
| ---------- | ------------------------------------------------------------------ | ------------------------------------- | ---- |
| 2. Juli    | G20 Protestwelle                                                   | 10.000                                |      |
| 4. Juli    | Hard Cornern                                                       | mehrere 1000                          |      |
| 5. Juli    | Lieber tanz ich als G20!                                           | 11.000 (P) – 20.000 (V)               |      |
| 5. Juli    | 1000 Gestalten                                                     | ~1000                                 |      |
| 5.–6. Juli | Gipfel für Globale Solidarität                                     | 1500                                  |      |
| 6. Juli    | Welcome to Hell                                                    | 12.000                                |      |
| 7. Juli    | Block G20 – colour the red zone Shut down the logistics of capital | mehrere 1000                          |      |
| 8. Juli    | Grenzenlose Solidarität statt G20 Hamburg zeigt Haltung            | 50.000 (P) – 76.000 (V) 3.000 – 5.000 |      |

Die „G20 Protestwelle“ am 2. Juli fand in der Innenstadt und mit 130 Booten auf der Binnenalster statt. Veranstalter waren Bund für Umwelt und Naturschutz Deutschland, Campact, DGB-Bezirk Nord, Greenpeace, Naturschutzbund Deutschland, Naturfreunde, Oxfam und WWF. Rund 10.000 Teilnehmer forderten „gerechten Welthandel schaffen – Klima retten – soziale Ungleichheit bekämpfen – Demokratie stärken“. Im Hafen wurde ein Kohlefrachter mit der Parole End Coal beschriftet.
Am Abend des 4. Juli veranstaltete das Bündnis „Alles Allen“ und Freies Sender Kombinat das „hedonistische Massencornern“. Daran beteiligten sich vor allem in Nachbarvierteln zum Gipfelgelände Tausende, besetzten Bürgersteige und Straßenecken, errichteten Infostände und spielten Musik. Später räumte die Polizei die Kreuzung Neuer Pferdemarkt mit Wasserwerfern.
Zum 5. Juli hatten 30 Künstler aus Berlin und Hamburg die Kunstperformance „1000 Gestalten“ vorbereitet. Dabei wandelten komplett grau geschminkte und gekleidete Gestalten langsam durch Hamburg-HafenCity und Innenstadt zum Burchardplatz, um „auf die Auswirkung des Kapitalismus in der jetzigen Form“ hinzuweisen. Zuletzt warfen sie die graue Kleidung ab und verwandelten sich in bunten Protest. Abends zogen bis zu 20.000 Menschen bei der vom Bündnis „Alles Allen“ organisierten „Nachttanzdemonstration“ zu Musik aus Lautsprecherwagen von den St. Pauli-Landungsbrücken bis zum Gänsemarkt in Hamburg-Neustadt.
Am 5. und 6. Juli organisierten unter anderen Attac, BUND und Heinrich-Böll-Stiftung den Gipfel für globale Solidarität, an dem rund 1500 Menschen teilnahmen. Über 70 Veranstaltungen fanden hauptsächlich auf dem Kampnagel und im Museum der Arbeit in Barmbek statt. Hauptthema war die Frage, welche Wirtschaftsform Armut, Ausbeutung, Naturzerstörung überwinden und ein selbstbestimmtes, solidarisches, menschenwürdiges Leben ermöglichen kann. Einzelthemen waren etwa:
- unbezahlte Fürsorgearbeit von Frauen,
- Folgen des Bergbaus in rohstoffreichen Ländern,
- Folgen der EU-Austeritätspolitik in Südeuropa,
- Zusammenhänge von Klimawandel, Kriegen und Massenflucht,
- ausbeuterische Arbeitsverhältnisse,
- unfaire Handelsverträge,
- Proteststrategien und Bündnisse,
- die eigene, tägliche Verstrickung in den Kapitalismus.

In ihrer Eröffnungsrede beschrieb die Bürgerrechtlerin und Ökologin Vandana Shiva ihren 30-jährigen Kampf gegen internationale Saatgutkonzerne wie Monsanto, deren Grüne Revolution die Bauern in Indien zwinge, Pestizide und Dünger zu nutzen, patentiertes Saatgut zu kaufen und sich zu verschulden, den Boden vergifte, gewachsene Kultur zerstöre und zuletzt zehntausende Bauern in den Selbstmord treibe, während die Konzerne verdienten. Die digitale Landwirtschaft mache aus denen, die bisher vom Bodenertrag leben konnten, Empfänger von Sozialhilfe oder Grundeinkommen. Das kümmere die G20 nicht, weil sie nur dem globalen Finanzkapital dienten. Weitere Redner waren Agrarökonom Fanwell Kenala Bokosi (Simbabwe), Luciana Ghiotto (Argentinien) und Ökonom Patrick Bond (Südafrika). Sie beschrieben, wie die öffentlich-privaten Investitionspartnerschaften von G20-Staaten, Investitionsklauseln von Freihandelsverträgen und Auflagen des IWF die massenhafte Verarmung in ihren Staaten und deren Verschuldung vergrößerten. Manche setzen auf Einsicht von G20-Staatsführungen, andere auf veränderte Weltmarktregeln, wieder andere auf eine soziale Revolution, die bis zur nächsten Weltwirtschaftskrise vorzubereiten sei. Am 6. Juli diskutierten Vertreter kirchlicher Gruppen über den Zusammenhang von Klimawandel, Agrarpolitik, Ernährung, Hunger und Massenflucht.
Die Rote Flora hatte für den 6. Juli die Demonstration Welcome to Hell – Für eine solidarische Welt – gegen den G-20-Gipfel angemeldet. Sie sollte vom Altonaer Fischmarkt aus über Hafenstraße, Reeperbahn, Max-Brauer-Allee, Schlump, Grindelallee, Dammtor bis zum Millerntor laufen. Auf einer Bühne traten unter anderem Sprecher der Lampedusa-Flüchtlinge, die Bands Die Goldenen Zitronen, Neonschwarz und Irie Révoltés auf. Die Polizei war mit einem Großaufgebot vor Ort. Obwohl sie tausende Gewaltbereite erwartete, hatte sie keine Auflagen gestellt. Nach ihren Angaben fanden sich bis 19:00 Uhr rund 12.000 Demonstranten ein, darunter etwa 1000 Vermummte; nach Reporterzählungen waren es 600. Wasserwerfer blockierten den Zugang zur Hafenstraße. Die Polizei rief friedliche Demonstranten dazu auf, sich von Vermummten zu entfernen. Ihr Sprecher Timo Zill forderte, Vermummungen abzulegen, sonst dürfe man nicht weiterziehen. Zugriffseinheiten wurden zusammengezogen. Mehrere Zivilpolizisten marschierten vermummt im schwarzen Block mit. Viele Maskierte legten Vermummungen ab. Bis dahin ging von den Demonstranten keine Gewalt aus; diese isolierten einen einzelnen Flaschenwerfer. Dann rückten mehrere Hundertschaften von den Seiten in die Menge vor, um (so ihre spätere Begründung) den „schwarzen Block“ von den übrigen Demonstranten zu trennen. Nun wurden Flaschen und Gegenstände geworfen. Teilweise entstand Panik, fliehende Demonstranten wurden verletzt. Die Polizei zerstreute den Demonstrationszug. Etwa 8000 Demonstranten versammelten sich später zu einer neu angemeldeten Demonstration, die ohne Vorfälle über die vereinbarte Route zog.
Am Morgen des 7. Juli veranstaltete das Bündnis „Block G20“ Sitzblockaden mit dem Ziel: „G20-Gipfel blockieren und die Rote Zone bunt gestalten“. Zugleich blockierte das Bündnis „shut-down Hamburg“ in Hamburg-Wilhelmsburg einen Verkehrsknotenpunkt des Hafens, um den „reibungslosen Ablauf des Kapitalismus“ symbolisch zu stören. Tausende Teilnehmer versuchten, die Anreise der Staatsgäste zu behindern. Von mehreren Seiten aus drangen sie in die „rote Zone“ vor und besetzten Straßenkreuzungen. Trumps Fahrzeugkonvoi musste einen Umweg fahren, Jean-Claude Juncker und Donald Tusk verspäteten sich zu einem Termin, Wolfgang Schäuble sagte eine Podiumsdiskussion ab, Melania Trump konnte ihr Hotel vormittags nicht verlassen. Die Polizei räumte Sitzblockaden mit Wasserwerfern. Nach ihren Angaben wurden Putins Hotel, eine Polizeistation und ein Hubschrauber angegriffen sowie Streifenwagen beschädigt. Weitere Blockadeversuche beim Hamburger Michel, den Landungsbrücken und am Berliner Tor löste die Polizei mit Schlagstockeinsätzen auf. Nach Angriffen auf Delegationsfahrzeuge sollten hochrangige Staatsgäste nachmittags vom Messegelände direkt zur Elbphilharmonie fahren.
An der Abschlussdemonstration am 8. Juli vom Deichtorplatz zum Millerntor beteiligten sich laut Polizei über 50.000, laut Veranstaltern 76.000 Personen ohne größere Zwischenfälle. An der Alternativveranstaltung „Hamburg zeigt Haltung“ beteiligten sich nach Polizeiangaben 3000, nach Beobachtern höchstens 5000 Menschen. Sie begann mit einem ökumenischen Gottesdienst in St. Katharinen und einem „Fest für Demokratie und Menschenrechte“ und endete am Fischmarkt. Im Schlussgottesdienst kritisierte Bischof Charles Jason Gordon aus Barbados die hohe Verschuldung von 116 Staaten, die global ungleichen Besitzverhältnisse, fehlende „moralische Energie“ und die Politik des IWF, die Armut vermehre. Fehrs und Heße kritisierten Gewalttaten von Demonstranten als Missbrauch demokratischer Rechte.

### Ausschreitungen und Straftaten

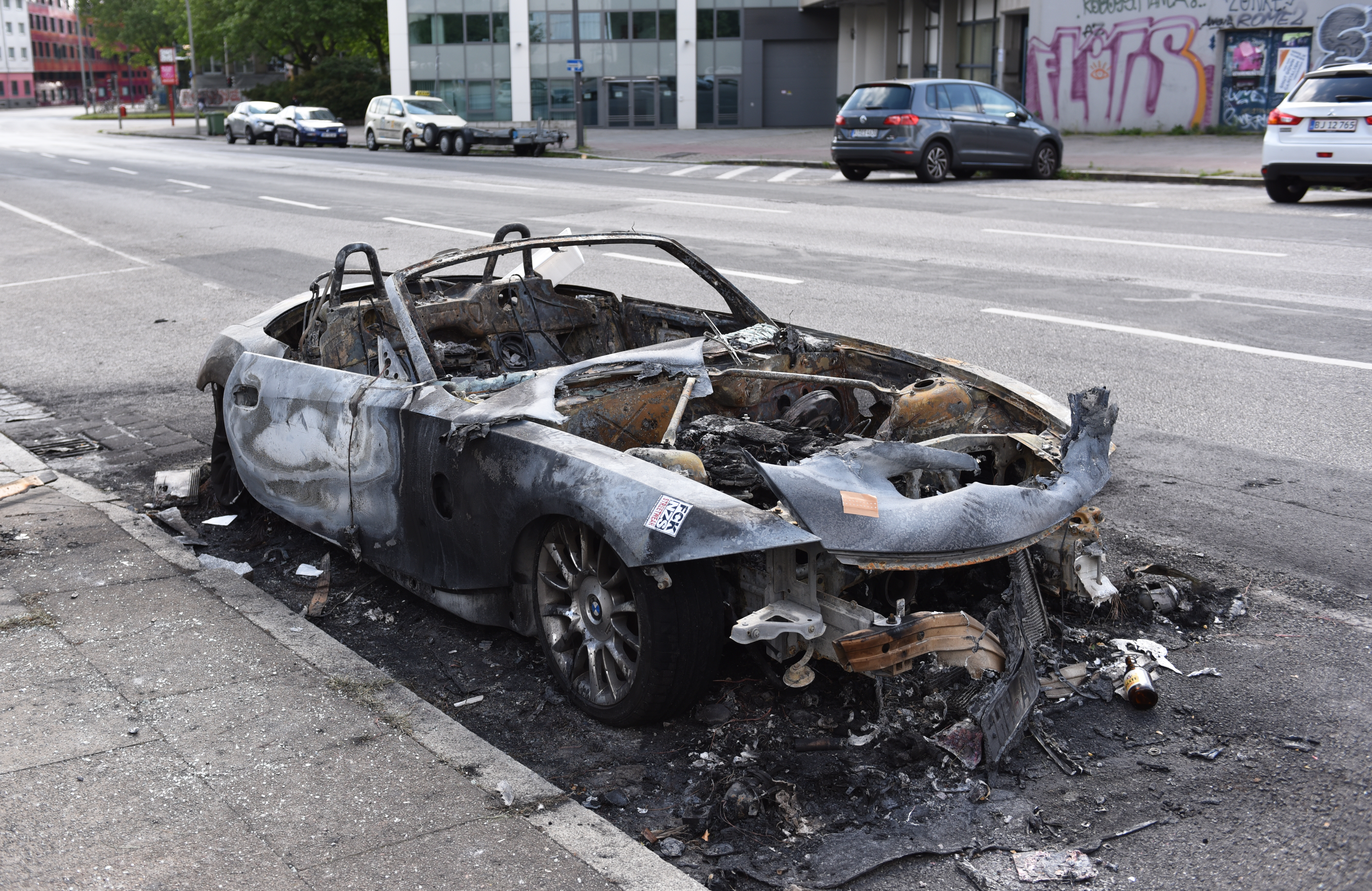
Ausgebranntes Auto
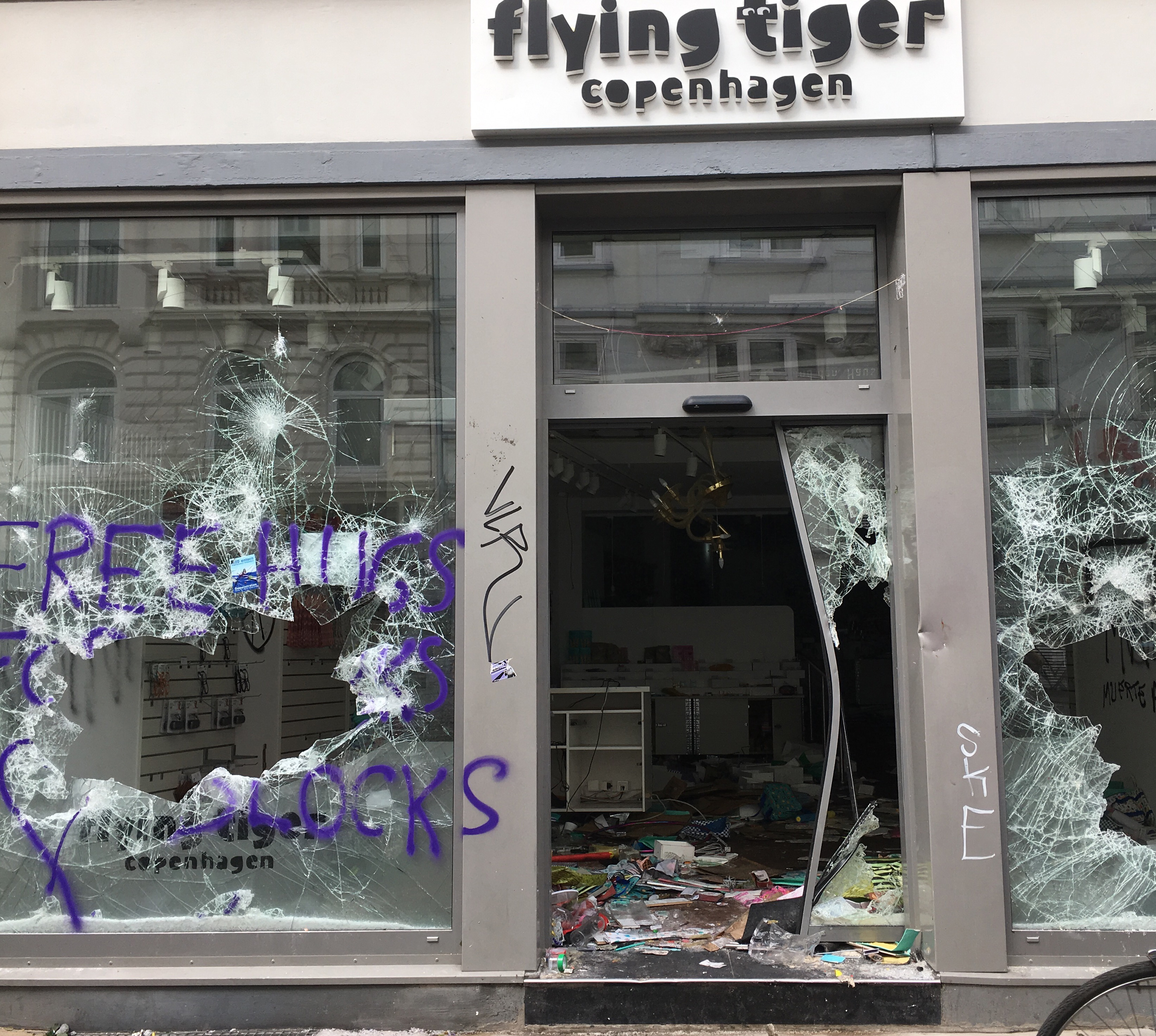
Zerstörter und geplünderter Laden im Schanzenviertel
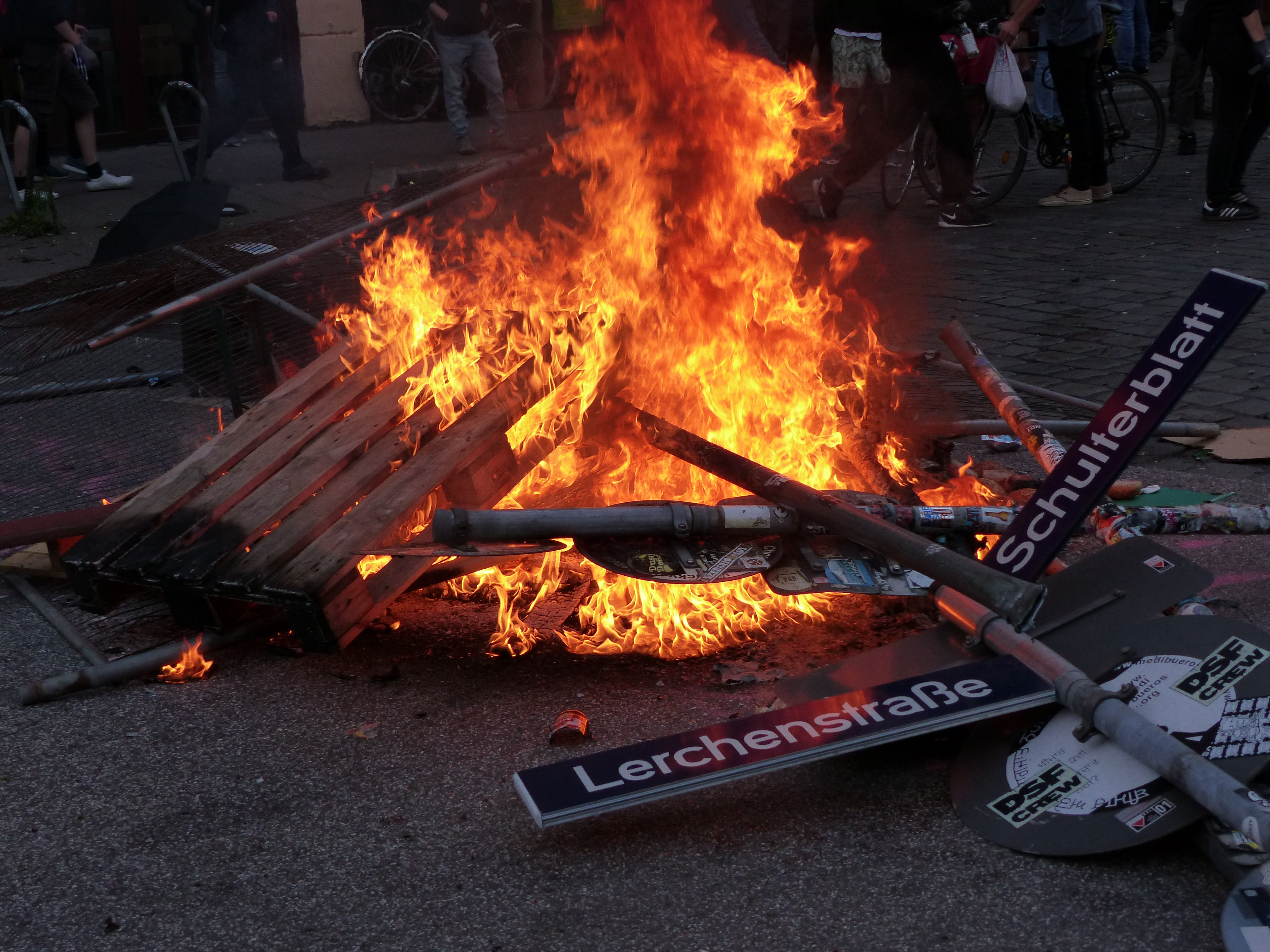
Brennende Barrikade im Schanzenviertel
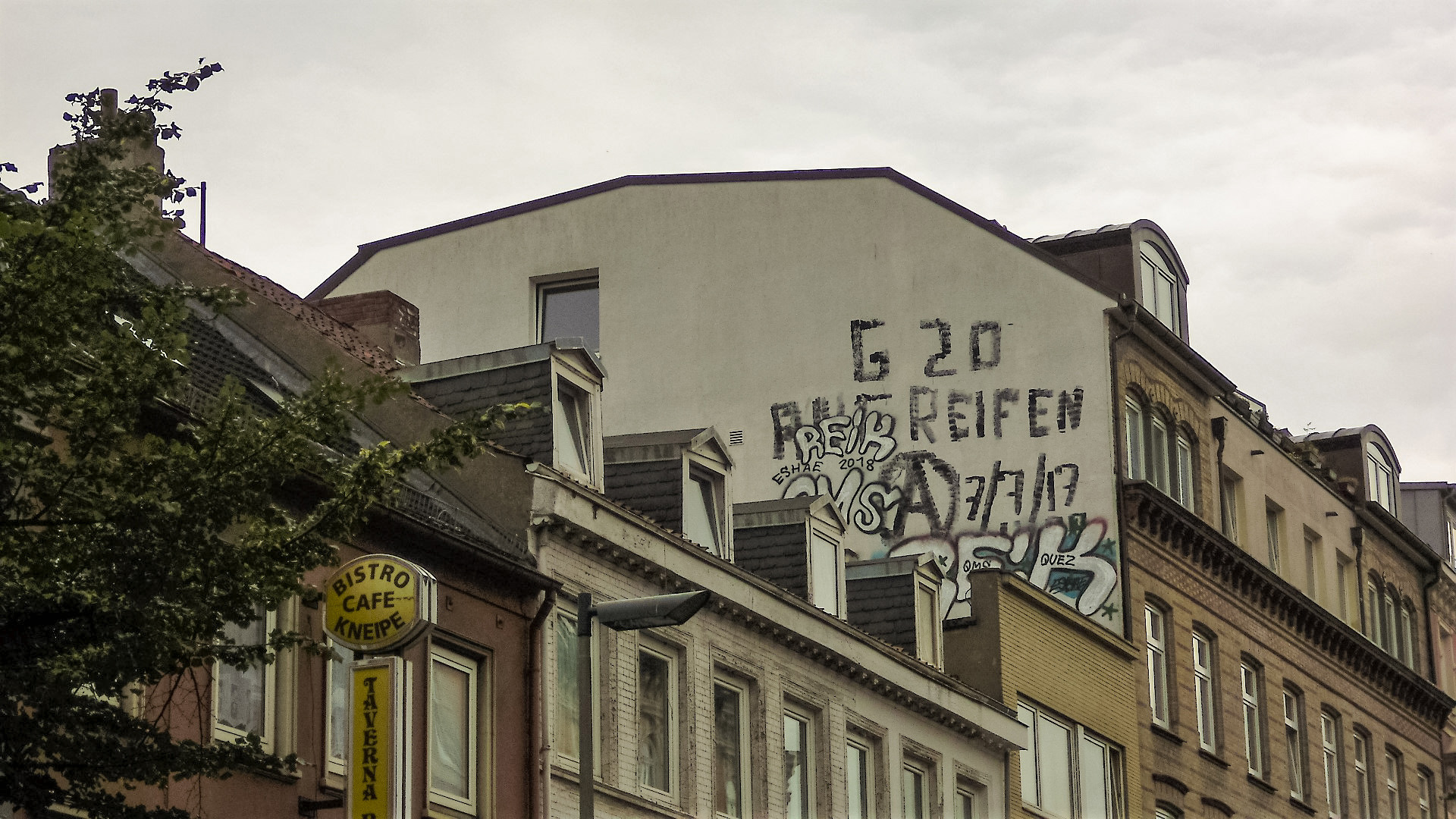
Autonomen-Graffiti im Schanzenviertel

Nach Polizeiangaben wurden vor dem Gipfel bundesweit über hundert Brandanschläge dagegen verübt. Im September 2016 zündeten mutmaßlich Linksautonome zwei Pkw eines Hamburger Polizeidirektors und seiner Ehefrau vor deren Privathaus an, begründeten dies unter anderem mit seiner Rolle bei G20 und erklärten Häuser und Privatfahrzeuge von Polizisten zu „legitimen Zielen“. Im März 2017 verübten Unbekannte mehrere Brandanschläge, bei denen insgesamt sechs Hamburger Polizeifahrzeuge ausbrannten und weitere schwer beschädigt wurden. Am 18. Juni verübten Unbekannte Brandanschläge auf 12 Streckenabschnitte und Signalanlagen der Deutschen Bahn im Bundesgebiet, um (so der Bekennerbrief einer Gruppe Shutdown G20 – Hamburg vom Netz nehmen!) „die alles umfassende wirtschaftliche Verwertung“ zu unterbrechen.
Am frühen Morgen des 6. Juli brannten auf dem Gelände eines Porschezentrums in Hamburg-Eidelstedt 10 Fahrzeuge größtenteils aus. Im weiteren Verlauf des 6. Juli nach der Auflösung der Demonstration „Welcome to Hell“ zündeten Einzelgruppen in mehreren Stadtteilen Autos und Barrikaden an, zerstörten Schaufenster und griffen Polizeibeamte an, darunter Timo Zill, der unverletzt blieb. Morgens am 7. Juli zogen schwarz Vermummte durch Altona, zündeten in der Elbchaussee und anderen Straßen parkende Pkw an, schlugen Scheiben ein und beschädigten Polizeiwagen. Der Honorarkonsul der Mongolei musste das Büro seiner Villa nach Steinwürfen verlassen. Die Polizei gab später an, systematische geheime Depots an der Elbchaussee mit Vermummungsmaterial, schwarzer Kleidung und Pyrotechnik entdeckt zu haben.
Nach Polizeiprotokollen errichteten ab 19:00 Uhr bis zu 500 Personen im Schanzenviertel Barrikaden, zündeten sie an, bewarfen Einsatzkräfte mit Böllern und bewaffneten sich mit Eisenstangen. Daraufhin verlegte die Polizei Wasserwerfer und weitere Einheiten vor die Straße Schulterblatt. Nach 21:00 Uhr rückten diese Kräfte vor, zogen sich aber nach Bewurf mit Steinen und Flaschen wieder zurück. Dabei feuerten sie Gasgranaten und einen Warnschuss ab. Ab 21:31 Uhr verweigerten die Einsatzkräfte wegen befürchteter Lebensgefahr Duddes Befehl zum Vorrücken. Er forderte daher Spezialkräfte (SEKs) an. In diesen Stunden brachen verschiedene Täter in einige Läden ein und plünderten sie. Nachdem die Hamburger Sparkasse angezündet worden war, alarmierten Anwohner die wegen der Krawalle auf der Straße seit Stunden ihre Wohnungen nicht verlassen konnten die Feuerwehr, die aber nicht anrückte. In Folge der ausbleibenden Feuerwehrkräfte brannte die Sparkasse völlig aus. Andere Täter schossen nach Polizeiangaben mit Zwillen auf die Einsatzkräfte. Einige warfen vom Dach des Hauses Am Schulterblatt 1 Gesteinsbrocken auf Polizisten und einen angezündeten Gegenstand, der verlosch (laut Polizei ein Molotowcocktail). Zwei SEKs räumten neun Gebäude, schossen anfangs Gummigeschosse auf eine Dachkante und richteten Ziellaser auf Personen. Zum Räumen benutzten sie Spezialmunition und laute Ablenkungsmunition. Laut Kommandoführer war das SEK auf Terroranschläge vorbereitet und durfte Schusswaffen zur Eigensicherung gebrauchen, weil man mit Schusswaffen bewaffnete Täter erwartete. Gestellte Personen hätten sich jedoch sofort ergeben und keine Polizisten angegriffen. Laut Hamburger Senat war den SEKs Schusswaffengebrauch gegen Personen nicht freigegeben. Nach Aussagen Betroffener bedrohten SEK-Beamte gekennzeichnete Sanitäter, die Verletzte versorgten, mit Maschinenpistolen, ließen sie mit erhobenen Händen einzeln hinaustreten, tasteten sie ab und führten sie aus dem Viertel. Danach erbaten mehrere geschockte Helfer psychologische Nothilfe und stellten ihren Dienst ein.
Medienberichte stellten in Frage, dass ein bewaffneter Hinterhalt die Polizei zum Abwarten gezwungen hatte. Dudde nannte nur eine einzige Dachbesetzung als Grund dafür. Der Besitzer des zugehörigen Hauses hatte die Polizei Tage vorher auf ein Baugerüst als Zugang zum Dach hingewiesen und ihr den Hausschlüssel übergeben. Auf Nachfragen, warum sie das Gebäude nicht vorher gesichert hatte, antwortete Sprecher Timo Zill am 14. Juli, man habe nichts von geplanten Angriffen geahnt. Es seien viele Dächer jener Straße besetzt und mit Wurfgegenständen bestückt worden. Die Einsatzleiter legten im Innenausschuss am 19. Juli jedoch keine Belege dafür vor. Wärmebilder eines Hubschraubers waren erst nach Beginn der SEK-Räumung entstanden und zeigten eventuell nur einen Böller, keinen Molotowcocktail. Auf andere Dächer waren laut Augenzeugen nur Schaulustige gestiegen. Auch auf dem Baugerüst des Hauses Schulterblatt 1 standen laut Zeugen nur Zuschauer, die nichts hinunterwarfen. Einsatzleiter Michael Zorn behauptete dagegen, SEK-Beamte seien von dort aus mit Eisenstangen, Steinen und Holzpaletten beworfen worden. Beobachter fragen etwa, warum die Polizei nicht durch offene Nebenstraßen in das Schulterblatt vorgerückt war, das SEK erst nach stundenlanger Beobachtung der Szene angefordert hatte, dieses erst lange danach eintraf, nur einige Dächer kontrolliert hatte und die Bundespolizei trotz angeblicher Lebensgefahr dabei mit vorgerückt war. Am 6. Oktober 2017 räumte die Hamburger Polizei ein, sie habe keine Beweise für den behaupteten lebensgefährlichen Hinterhalt gefunden. Hinweise auf „selbstgemachte Eisenspeere“ hätten sich nicht bestätigt. Gleichwohl bekräftigte Zill seine anfängliche Darstellung.
Am Abend des 8. Juli versammelten sich erneut etwa 600 Personen im Schanzenviertel. Einige warfen Flaschen, Steine oder Böller und setzten erneut Barrikaden in Brand. Diesmal löschte die Polizei die Brände rasch mit Wasserwerfern und räumte mehrere Straßen. Dabei setzte sie Pfefferspray und Tränengas ein und nahm einige Personen fest. An beiden Gipfeltagen gaben zwei Zivilbeamte in verschiedener Situation je einen Warnschuss ab.
Auch Rechtsextremisten kamen zu den G20-Protesten; wie viele und woran sie sich beteiligten, ist ungeklärt. Das „Antikapitalistische Kollektiv“ (AKK), Junge Nationalisten (JN) und die Hooligans gegen Salafisten (HoGeSa) hatten zur Reise nach Hamburg aufgerufen. AKK und JN gaben die Anreise mehrerer Gruppen ihres Netzwerks an; das AKK äußerte Sympathie für Gewalttaten. Die „HoGeSa“ rief dazu auf, sich in Hannover zu einer gemeinsamen Anreise zu treffen, „Unsere Heimat wieder unter Kontrolle [zu] bringen“. Aus der „Welcome to Hell“-Demonstration wurden als „Identitäre“ identifizierte Teilnehmer und Journalisten vertrieben. Bei den Krawallen in der Nacht vom 7./8. Juli hörten Zeugen für Linke atypische Rufe und sahen Steinwürfe gegen Polizisten aus dieser Gruppe. Am 9. Juli griffen Rechte eine Kneipe in der Hafenstraße an. Anwesende Szenekenner bezweifelten unbelegte Angaben des Journalisten Andreas Scheffel, er habe bis zu 70 Neonazis vor Ort erkannt, und stuften die Angaben von AKK und JN als Eigenwerbung ein. Die Bundesregierung hatte nach Eigenangaben keine Erkenntnisse über die organisierte Teilnahme von Rechtsextremen an Ausschreitungen.
Am 10. Juli folgten rund 10.000 Hamburger dem auf Facebook veröffentlichten Aufruf „Hamburg räumt auf“ und beseitigten Spuren von Ausschreitungen.

### Polizeiübergriffe
Seit dem Gipfel erschienen viele Videoaufnahmen im Internet, auf denen Polizisten Demonstranten, Journalisten und Unbeteiligte schlagen, treten oder schubsen. Oft zeigen sie nicht den gesamten Hergang, aber auch Augenzeugen berichteten über unverhältnismäßiges Polizeiverhalten. Zum Beispiel besprühten zwei Beamte eine Frau mit Pfefferspray, die auf ein Räumfahrzeug der Polizei geklettert war. Auf Videos schlägt ein Polizist einen Mann, der die Weiterfahrt des Polizeibusses behindert, direkt mit der Faust ins Gesicht; treten mehrere Polizisten einen am Boden liegenden Demonstranten; prügeln einen flüchtenden Demonstranten mit Schlagstöcken, ein dritter schlägt ihm von der anderen Seite mit der Faust ins Gesicht; schlagen eingekesselte, über eine Mauer fliehende Demonstranten von hinten; treten auf gestürzte, am Boden liegende Menschen ein; richten Wasserwerferstrahlen gezielt auf Einzelne auf abschüssigen Häuserdächern. Insgesamt hatten manche Journalisten den Eindruck einer systematischen Eskalationsabsicht der Hamburger Polizei.
Am 7. Juli registrierte die Feuerwehr Hamburg um 6:35 am Rondenbarg 14 Patienten, die mit dem Rettungswagen in umliegende Notfallkrankenhäuser befördert werden mussten. Davon waren 11 Patienten schwer, drei Patienten leicht verletzt. Einige Personen waren aufgrund der Konfrontation mit der Polizei vier Meter abgestürzt. Elf beim Sturz von einem Zaun schwer Verletzte gaben an, Polizisten hätten sie beschimpft, den Zaun zum Einsturz gebracht und auf Gestürzte eingetreten. Ein Demonstrant soll beim Versuch, sich von Tumulten zu entfernen, von einer Polizeieinheit in einen Hauseingang gedrückt und dort brutal misshandelt worden sein. Polizisten hätten ihm erklärt, sich an ihm für Taten anderer zu rächen, gedroht, ihm die Knochen zu brechen und ihn umzubringen, ihn mehrmals ins Gesicht geschlagen, ihm die Arme verdreht, seinen Kopf bis auf Kniehöhe nach unten gedrückt, ihn beim Abführen beschimpft, ihn gegen einen Laternenpfahl laufen lassen, mit einem Faustschlag seine Nase gebrochen. Dann habe man ihn ohne erste Hilfe in einem Polizeiauto festgehalten, erst nach Stunden in die Gesa gefahren, dort nackt gedemütigt und weitere Stunden auf einen Arzt warten lassen. Dessen Diagnose, die Nase sei nicht gebrochen, habe ein anderer Arzt später widerlegt. Man habe ihm erst sehr spät einen Anwaltsanruf gewährt und ihn nach 11 Stunden ohne jede Erklärung freigelassen. Ein Hobbyfilmer, der vermummte Steinewerfer gefilmt hatte, berichtete, ein Polizeitrupp habe ihn in einem Hauseingang minutenlang verprügelt und mit Stiefeln gegen den Kopf getreten. Im Krankenhaus wurden 21 Wunden am ganzen Körper gezählt, darunter eine Schädelprellung. Eine unbeteiligte Anwohnerin beschrieb, eine Polizeieinheit habe sie zu Boden gestoßen, liegend verprügelt und ihr mehrere Prellungen zugefügt. Ein festgenommener städtischer Beamter beschrieb die Zustände in der Gesa: Anwälte seien bis zu 24 Stunden lang nicht zu den Gefangenen gelassen worden. Er habe in 14 Stunden nur auf Nachfrage etwas Nahrung erhalten, ein Ausländer zuvor nicht. Die fensterlosen Zellen hätten keine funktionierende Belüftung und Matratzen gehabt. Stündlich habe man die Insassen geweckt und ihre Namen abgefragt, angeblich wegen Suizidgefahr. Diesen Schlafentzug habe er als Folter erlebt. Teilnehmer einer Straßenparty in der Feldstraße berichten, eine BFE-Einheit habe die Party ohne Vorwarnung gestürmt, fünf Gäste zum Teil schwer verletzt, die Musikanlage beschlagnahmt und Helfer zunächst gehindert, eine schwer Verletzte wegzutragen. Sie schrieben einen offenen Brief an Innensenator Andy Grote.
Ebenfalls am 6. Juli berichteten etliche Journalisten, darunter der freie Fotograf Christian Mang, Götz Rubisch (Radio Corax), WDR 5, Frank Schneider („Bild“-Zeitung), Flo Smith (Independent Television News), eine Autorin des F-Magazins, die taz, Perspektive online: Polizisten hätten sie und/oder Kollegen verbal bedroht, geschlagen, getreten, gezielt mit Pfefferspray oder Wasserwerfern angegriffen, oft trotz vorgezeigter Presseausweise und sichtbarer Kameraausrüstung, auch in ruhigen Situationen fern von Gefahrenzonen, Presseausweise für wertlos oder ungültig erklärt und ganze Straßenzüge für Berichterstatter ohne ersichtlichen Grund gesperrt. Videoaufnahmen dokumentieren solche Angriffe. Hans-Jürgen Burkard (Stern) belegte mit Fotos einen gezielten Wasserwerferangriff auf ihn, der seine Kameraausrüstung zerstörte, und bezeugte einen gezielten Angriff ins Gesicht mit Tränengas. Erik Marquardt berichtete, er habe solche Fälle beobachtet und sei trotz vorgezeigter Pressekarte zum Gehen genötigt und getreten worden. Am Folgetag habe ein Polizist ihm seine Kamera zu entreißen versucht. Der DJV-Bundesvorsitzende Frank Überall warnte darum am 7. Juli vor Polizeigewalt gegen Journalisten in Hamburg. Am 10. Juli forderte er das BKA in einem offenen Brief auf, solche Angriffe, das Ignorieren von Presseausweisen, Beschimpfungen und den Ausschluss von akkreditierten Journalisten baldmöglichst aufzuklären.
Am 7. Juli wurde einer Demonstrantin im Karolinenviertel an einer Kontrollstelle vor der Sicherheitszone der Arm gebrochen, des Weiteren erlitt sie Prellungen am Rücken. Die Frau gab an, von Polizisten vom Fahrrad gezogen und dabei getreten worden zu sein. Das Handgelenk musste daraufhin operiert werden. Ihr Begleiter wurde geschlagen. Die Polizei gab an, interne Ermittlungen eingeleitet zu haben. Im Sommer 2022 wurden die Fälle vom Verwaltungsgericht als rechtswidrige Polizeigewalt anerkannt.
Am 8. Juli durchsuchte eine Hundertschaft das „Internationale Zentrum“ B5 in St. Pauli sowie ohne Durchsuchungsbefehl das angrenzende Kino und eine Privatwohnung. Begründet wurde dies mit Hinweisen des Verfassungsschutzes auf „gefährliche Gegenstände“ und Gefahr im Verzug; gefunden wurde Pyrotechnik. Betroffene beklagten Sachbeschädigungen und Übergriffe. Am 9. Juli kontrollierte die Polizei Berlin die Personalien von hunderten aus Hamburg kommenden Busreisenden, die sie als mögliche Zeugen für bei G20 begangene Straftaten ansah. Mitglieder der Grünen Jugend und Linksjugend solid bezeugten körperliche Übergriffe und Beleidigungen dabei. Laut Senatsverwaltung ging die Polizei ohne Rechtsgrundlage wie gegen mutmaßliche Straftäter vor und nahm Lichtbilder aller Busreisenden auf, die sie wieder löschen musste. Betroffene berichteten, Toilettengänge und Getränke seien ihnen verweigert worden. Einige stellten Strafanzeigen gegen das Vorgehen. Berlins Innensenator Andreas Geisel (SPD) wollte den Vorwürfen nachgehen.
Nach weiteren Zeugenberichten, die von der Taz dokumentiert wurden, traten Polizisten während des Gipfelverlaufs Einzelne von hinten in die Beine, dann auf sie, schubsten sie mit Schwung gegen einen Felsen; schlugen einen mit der Faust ins Gesicht, der Fehlverhalten ansprach; rannten Leute erst um und schlugen dann am Boden Liegende; schlugen ohne Vorwarnung mit voller Wucht; blockierten minutenlang den Abtransport einer schwer verletzten Frau; beschossen feiernde Nachbarsfamilien mit Tränengas; stießen einen Löschhelfer so, dass er sich das Knie brach; brachten einen Betrunkenen zu Fall und traten auf ihn ein; schlugen einen Mann bei einer Ausweiskontrolle wortlos zu Boden; schlugen einen Punk in einer Zuschauermenge. Seit dem 12. Juli 2017 dokumentierten die von Gipfelgegnern eingerichteten Internetportale g20-doku.org und Police Brutality at G20 summit Polizeiübergriffe.
Von den 148 eingeleiteten Ermittlungsverfahren gegen Polizisten wurden (Stand Mitte November 2018) 78 eingestellt; Anklagen oder Strafbefehle gab es bislang keine.
2022 fanden Ermittler auf dem Handy eines baden-württembergischen Beamten der BFE-Einheit 1160 gewaltverherrlichende und rassistische Chatnachrichten mit Bezug auf den G20-Gipfel. Da dem Beamten keine konkrete Taten nachgewiesen werden können, entscheidet sich die Generalstaatsanwaltschaft Hamburg dennoch zur erneuten und endgültigen Einstellung des Verfahrens.

## Folgen

### Verletzte
Einsatzleiter Dudde nannte zunächst 476 beim G20-Gipfel verletzte Beamte und viele Schwerverletzte. Laut dem Innenministerium Bayerns wurden diese vom 22. Juni bis 10. Juli 2017 verletzt gemeldet, allein 231 davon vom 6. bis 9. Juli. Als Verletzung zählten auch hitzebedingte Dehydration, Kreislaufprobleme und weitere, auch nachträgliche Krankmeldungen. 455 Beamte waren nach Presseberichten am Folgetag, 21 nach mehreren Tagen wieder einsetzbar, zwei galten als schwer verletzt. Polizeiprofessor Rafael Behr kritisierte, die Polizei stelle gesundheitlich bedingte Dienstausfälle mit gewaltbedingten Verletzungen gleich und mache mit möglichst hohen Verletztenzahlen Politik. Am 19. Juli erklärte Dudde, 592 Polizisten seien beim G20-Einsatz durch Fremdeinwirkung vorsätzlich verletzt worden. Der Hamburger Senat gab auf Nachfrage am 26. Juli jedoch an, 400 Beamte seien zwischen 7. und 9. Juli verletzt worden, davon 182 durch Reizgas. Viele hätten sich schon vorher verletzt oder krankgemeldet.
Gegen Duddes Einsatzbefehl und ohne Rücksprache mit ihm verschossen Polizeieinheiten aus fünf Bundesländern in 67 Fällen Reizgasgeschosse aus Mehrzweckpistolen. Sie durften das laut Polizeipräsident Meyer in Gefahrenlagen ohne vorherige Erlaubnis. Um welche Stoffe es sich handelte, teilte der Senat nicht mit.
Laut dem Innenministerium Hessen sollten G20-Gegner 130 hessische Polizisten mit Pfefferspray angegriffen und verletzt haben. Demonstrationsbeobachter bezweifelten das und führten Atemwegsreizungen von Polizisten auf Eigenbeschuss zurück. Rafael Behr zufolge hatten Autonome Reizgasgeschosse der Polizei höchstwahrscheinlich wieder zurückgeworfen.
Zur Gesamtzahl der verletzten Demonstranten gibt es keine offiziellen Angaben. In Hamburger Krankenhäusern wurden in den Gipfeltagen 189 Patienten mit „demonstrationstypischen Verletzungen“ (Knochenbrüchen an Armen und Rippen, Kopfplatzwunden, Schnittwunden, Prellungen) behandelt, rund 90 Prozent davon ambulant. Hinzu kommen Fälle, die von selbstorganisierten Demonstrationssanitätern und in Krankenhäusern außerhalb Hamburgs behandelt wurden.

### Kosten
Laut Presseberichten vor dem Gipfel soll dieser Bund und Länder zusammen mindestens 130 Millionen Euro kosten, ein Großteil davon für Sicherheitsmaßnahmen. Allein für die Organisationen des Bundes wurden etwa 32 Millionen Euro Kosten veranschlagt. Mit weiteren 50 Millionen Euro bezuschusst der Bund die Ausgaben der Stadt Hamburg für den G20-Gipfel und den OSZE-Gipfel vom Dezember 2016. Allgemein wurde mit höheren Gesamtkosten für das G20-Treffen gerechnet, weil schon der kleinere G7-Gipfel auf Schloss Elmau 2015 den Staat etwa 113 Millionen Euro gekostet hatte. Bau, Ausstattung und Betrieb der Gesa und der Amtsgerichtsaußenstelle kosteten laut Senat rund 6,2 Millionen Euro. Bis Oktober hatte die Stadt Hamburg knapp 21 von den 50 Millionen Euro des Bundes für auswärtige Polizeikräfte ausgegeben. Sachsen-Anhalt stellte eine halbe Million Euro für den Einsatz von 466 Bereitschaftspolizisten, über hundert Fahrzeugen und einem Hubschrauber bei G-20 in Rechnung. Ende Oktober räumte der Hamburger Senat ein, dass die Kosten für den Polizeieinsatz den Bundeszuschuss von 50 Millionen Euro überschreiten werden und die Stadt diese Mehrkosten tragen muss. Das Finanzministerium der Bundesregierung gab an 72,2 Millionen Euro für den Gipfel ausgegeben zu haben. Im März 2018 stehen nun die Kosten für die Polizeieinsätze fest, insgesamt wurden rund 85 Millionen Euro für die Polizeieinsätze ausgegeben.
Am 18. Juli schätzte der Gesamtverband der Deutschen Versicherungswirtschaft (GDV) bei Ausschreitungen verursachte Schäden an privaten Pkws, Häusern und Gewerbebetrieben auf bis zu zwölf Millionen Euro. Hinzu kommen bislang unbezifferte Schäden an Straßen, städtischen Gebäuden, Bahnanlagen und Polizeifahrzeugen. Merkel und Scholz sicherten finanzielle Entschädigungen zu. Ein Härtefallfonds von Bund und Stadt Hamburg zum Ausgleich von Schäden durch die G20-Krawalle mit einem Volumen von bis zu 40 Millionen Euro soll für Sachschäden aufkommen, „für die kein Versicherungsschutz besteht“. Bund und Stadt einigten sich, je die Hälfte der entstehenden Kosten zu übernehmen.
Im September forderten Händler aus der Innenstadt eine Entschädigung in zweistelliger Millionenhöhe für Umsatzeinbußen, die sie auf den G20-Einsatz zurückführten. 62 Gewerbetreibende des Schanzenviertels forderten insgesamt 362.000 Euro für 20 Prozent Umsatzeinbußen. Der Härtefallfonds deckt solche Verluste nicht ab. Der rotgrüne Senat gestand den Betroffenen jedoch zu, Kosten für die Sicherung der Geschäfte, für gestiegene Versicherungsbeiträge und existenzbedrohende Umsatzeinbußen unter Umständen zu ersetzen. Bis 14. Oktober wurden insgesamt 437.000 Euro aus dem Härtefallfonds ausgezahlt, darunter 160 Fälle von Fahrzeugschäden, 106 mal Gebäudeschäden und 93 „sonstige Schäden“. Die Handelskammer übermittelte dem Senat 167 weitere Anträge von Gewerbetreibenden, meist auf Ausgleich für existenzbedrohliche Umsatzverluste oder Kostenerstattung für Schutzmaßnahmen und Sicherheitsdienste. Bis Ende Dezember wurden nach Medienberichten aus dem Härtefallfonds bislang 605.000 Euro an Unternehmen und Privatpersonen ausgezahlt. Dies ergab eine Antwort des Senats auf eine Kleine Anfrage der FDP in der Bürgerschaft.

### Ermittlungen
Nach Polizeiangaben wurden vom 22. Juni bis zum 9. Juli 2017 345 Straftaten angezeigt, 186 Personen festgenommen, 225 weitere in Personengewahrsam genommen und 51 Haftbefehle erlassen. Bis zum 11. Juli ließ die Polizei alle 13 beim Gebäude Schulterblatt 1 festgenommenen Personen wieder frei, da ihnen keine Beteiligung an Gewalttaten nachzuweisen war. Bis 26. Juli saßen noch 35 Festgenommene in Haft, darunter 13 Deutsche, sechs Italiener, drei Franzosen, je einer aus Russland, den Niederlanden, Österreich, Spanien, Ungarn, Senegal und Polen. 17 davon wurde zunächst Widerstand gegen Vollstreckungsbeamte vorgeworfen, bei der ersten Haftprüfung wurde der Vorwurf auf einen tätlichen Angriff erweitert. Dazu zählt seit 1. Juli 2017 auch das bloße Anstoßen oder Schubsen eines Polizisten, der dabei unverletzt blieb. Dies wird mit mindestens drei Monaten Haft, bei der Tat aus einer Gruppe heraus mit mindestens sechs Monaten Haft bestraft. Weitere Tatvorwürfe sind schwerer Landfriedensbruch, versuchte gefährliche Körperverletzung, Verstöße gegen das Vermummungsverbot, Sachbeschädigung, Einbruchdiebstahl, einmal Eingriff in den Luftverkehr. Nach Angaben einer Rechtsanwältin wird einigen Teilnahme an Ausschreitungen vorgeworfen, die bei ihrer Festnahme noch gar nicht stattgefunden hatten. 152 Ermittlungsverfahren wegen Straftaten beim Gipfel laufen, davon 51 gegen unbekannt. Nur zwei oder drei der Inhaftierten gehören zur autonomen Szene.
Die Polizei Hamburg richtete eine Sonderkommission namens „Schwarzer Block“ und ein Hinweisportal zum Hochladen digitaler Fotos und Videos ein. Bis 11. Juli gingen dort über 1000 Dateien ein. Rund 140 Staatsanwälte entschieden in Sonderschichten über Haftbefehle, um die Verfahren zu beschleunigen. Bundesjustizminister Heiko Maas bat EU-Kollegen um Fahndungshilfe. Laut Kriminologen werden so jedoch eher ungetarnte Mitläufer als organisierte, ideologisch überzeugte Gewalttäter entdeckt. Verstöße gegen das Vermummungsverbot würden meist nicht geahndet. Autonome Zentren seien eher selten an Gewalt beteiligt. Forderungen, sie zu schließen, seien Symbolpolitik und könnten den Konflikt eskalieren. Bis Ende August stieg die Zahl der von der Sonderkommission ermittelten auf G20 bezogenen Straftaten, die zwischen Januar und Juli 2017 verübt wurden, auf über 2.000. Die Hamburger Staatsanwaltschaft eröffnete weitere 108 Ermittlungsverfahren. Ende September 2017 führte die Staatsanwaltschaft 319 Ermittlungsverfahren gegen namentlich bekannte Verdächtige. Die Sonderkommission gab an, sie werte 25.000 Einzelvideos und 7000 Hinweise aus der Bevölkerung aus.
Die Bildzeitung zeigte unter dem Titel „Gesucht! Wer kennt diese G20 Verbrecher?“ Fotografien von 18 Personen, nannte sie „Schwerkriminelle“ und schrieb ihnen Straftaten zu, die andere begangen hatten. Der Aufruf war laut Medienexperten ethisch fragwürdig und rechtswidrig, da nur die Polizei zu Fahndungen aufrufen darf. Diese erklärte, sie arbeite nicht mit „Bild“ zusammen und habe keine Fahndungsaufrufe gegen G20-Beteiligte erlassen. Zuvor hatte sie vor einer „Online-Hetzjagd“ gegen einen Unschuldigen gewarnt, die eine Falschmeldung der Bildzeitung ausgelöst hatte. Die Berliner Gewerkschaft der Polizei (GdP) dagegen teilte den „Bild“-Aufruf auf ihrer Facebookseite. Der Deutsche Presserat prüfte, ob der Aufruf Persönlichkeitsschutz und Unschuldsvermutung verletzte, und sprach seine „Missbilligung“ aus. Eine auf den Bildern zu sehende Frau klagte gegen die Bildzeitung wegen der Veröffentlichung ihres Fotos und unterlag in letzter Instanz im September 2020 vor dem Bundesgerichtshof.
Die DPolG Königsbrunn veröffentlichte auf Facebook zunächst das unverpixelte Foto eines Demonstranten mit dem Text „W A N T E D : Das ist der 'Demonstrant', welcher mit einem Böller unserem Kollegen das Augeblicht nahm!“ (Rechtschreibfehler im Original). Erst nachdem die Hamburger Polizei mehrmals klargestellt hatte, dass kein Polizist durch Böller erblindet war und das Foto keinen Tatverdächtigen zeigte, löschte die DPolG ihren Aufruf. Dieser war inzwischen jedoch weit im Netz verbreitet.
Bis zum 4. August 2017 sank die Zahl der Haftbefehle von 51 auf 33. Dem Deutschen, der einen Hubschrauberpiloten mit einem Laserpointer zu blenden versucht hatte, wurde nicht mehr versuchter Mord, nur noch „gefährlicher Eingriff in den Luftverkehr“ vorgeworfen – er wurde später zu sechs Monaten Gefängnis auf Bewährung verurteilt. Bis dahin wurden laut Presseberichten keine Tatverdächtigen gefasst, die parkende Autos angezündet und Schaufenster von Gebäuden eingeworfen haben sollen. Gegen 59 von 73 am Morgen des 7. Juli festgenommene Demonstranten leitete die Polizei Ermittlungsverfahren wegen schweren Landfriedensbruchs ein. Der Einsatzführer gab an, man habe seine Einheit „massiv und gezielt mit Flaschen, Böllern und Bengalos beworfen“. Steine hätten Beamte und Fahrzeuge getroffen. Diesen „gefährlichen Angriff“ habe man abwehren müssen. Ein Polizeivideo des Vorfalls zeigte jedoch laut LKA-Analyse weit weniger Gewalt. Trotzdem stellte Bundespolizei-Inspektionsleiter Norman Großmann im Innenausschuss „sofortigen massiven Bewurf“ als Tatsache dar. Medienvertreter fanden auf dem Video vor dem Einsatzbefehl nur drei Bengalowürfe und maximal zwei Steinwürfe, die niemand trafen, sowie Steine auf der Straße nach dem Vorrücken der Polizei. Auch für Rafael Behr und den Rechtswissenschaftler Ulrich Karpen belegt das Polizeivideo keine der behaupteten „schwersten Ausschreitungen“ und „bürgerkriegsähnlichen Zustände“.
Die Polizei setzte während der Proteste mindestens einen IMSI-Catcher zum Orten und Abhören von Mobiltelefonen ein; einen weiteren sahen Demonstranten am 9. Juli bei der Gesa in Harburg. Die Bundesregierung hatte eine flächendeckende Überwachung zuvor ausgeschlossen. Aktivisten entdeckten jedoch den Einsatz von IMSI-Catchern bei der „Welcome To Hell“-Demonstration. Die Linksfraktion kritisierte in einer Bürgerschaftsanfrage die Maßnahme, da diese auch viele Unbeteiligte erfasst, ohne dass die Betroffenen davon und von den Verdachtsgründen erfahren. Detailangaben dazu lehnte der Senat ab, um die Möglichkeiten der Informationsgewinnung nicht zu schwächen. Er räumte 38 Anträge zur Erhebung von Funkzellenabfragen und 37 Ortungen mit „stillen SMS“ durch den Hamburger Verfassungsschutz ein. Mehrere Demonstranten forderte die Polizei auf, ihre Mobiltelefone zu entsperren, um deren Seriennummer zu erfassen. Am 8. Juli verlangten Polizeibeamte von mehreren Hamburger Hotels ohne rechtliche Begründung die Herausgabe von Personaldaten aller italienischen Gäste.
Bis zum 6. September 2017 leitete das Hamburger Dezernat für Interne Ermittlungen (D.I.E.) 95 Ermittlungsverfahren gegen Polizisten ein, meist wegen mutmaßlicher Körperverletzung im Amt, darunter achtmal wegen des Einsatzes von Reizgas. In weiteren Fällen geht es um unverhältnismäßige Gewaltanwendung, Bedrohung, Nötigung, sexuelle Belästigung, Beleidigung und Verletzung des Dienstgeheimnisses. Als mögliche Beweismittel werden polizeieigene Video- und Funk-Aufzeichnungen, private Internetvideos und Hinweise aus der Bevölkerung ausgewertet. Betroffene meldeten sich kaum; 60 Prozent der Anzeigen stammten von Beobachtern, in 40 Prozent der angezeigten Fälle waren die Opfer unbekannt. Beamte nahmen meist detailliert zu Vorwürfen Stellung. Wegen Videomaterial prüft das D.I.E. weitere 75 Verdachtsfälle und geht auch einer Strafanzeige gegen die Einsatzleitung um Dudde nach. Die Sonderkommission „Schwarzer Block“, in der 170 Beamte das verfügbare Videomaterial auswerten, soll Aufnahmen von Fehlverhalten und möglichen Straftaten von Polizisten an das D.I.E. weitermelden; diese hat jedoch keinen eigenen Vertreter in der Kommission. Ein G20-Gegner klagt beim Verwaltungsgericht Hamburg gegen seine Ingewahrsamnahme in der Gesa, ein weiterer gegen ein während des Gipfels erlassenes Aufenthaltsverbot. Die Sozialistische Jugend Deutschlands – Die Falken in Nordrhein-Westfalen zeigte die Hamburger Polizei an, weil sie Jugendliche, teils Minderjährige, eines von ihnen organisierten Reisebusses auf der Anfahrt zu G20 stundenlang ohne Erklärung in der Gesa festgehalten, einige von ihnen zum Entkleiden genötigt, nackt abgetastet und ihre Kontaktaufnahme mit Anwälten verhindert hatte. Die Anzeige wurde auch nach einer Entschuldigung von Innensenator Andy Grote aufrechterhalten. Auch Polizeipräsident Meyer entschuldigte sich und erklärte den Vorfall mit einem Lesefehler des Kfz-Kennzeichens. Senatsabgeordnete forderten Aufklärung. Der Einsatz und das stundenlange Festhalten der 44 Jugendlichen wurde später als unrechtmäßig erklärt.
Nach Anzeigen von Nichthamburgern leitete die Hamburger Staatsanwaltschaft Ende September 2017 Ermittlungen gegen die Rote-Flora-Vertreter Andreas Beuth und Andreas Blechschmidt wegen möglicher Beteiligung an schwerem Landfriedensbruch oder Anstiftung dazu ein. Nach Presseberichten bezog sich der Verdacht auf Aussagen beider vor dem Gipfel zu Gewalt. Auch gegen die Sprecherin der Interventionistischen Linken Emily Laquer wird ermittelt.
Am 5. Dezember 2017 gab es laut dem Leiter der Sonderkommission „Schwarzer Block“, Jan Hieber, Durchsuchungen in mehr als 24 Objekten, darunter private Wohnungen und linke Stadtteilzentren – unter anderem in Köln, Bonn, Siegburg, Göttingen und Stuttgart. Dabei soll es um den Vorfall am 7. Juli am Rondenbarg gegangen sein. Die Razzia habe sich demnach gegen 22 Beschuldigte gerichtet. Der Vorwurf gegen die Beteiligten lautete schwerer Landfriedensbruch, da nach Einschätzung Hiebers am Rondenbarg ein in seiner Gesamtheit gewalttätig handelnder Mob tätig gewesen sein soll. Es liege demnach dringender Tatverdacht vor. Insgesamt wurden 26 Laptops und Computer sowie 35 Handys und weitere Speichermedien wie USB-Sticks sichergestellt. Unter den Betroffenen befanden sich auch vier bereits angeklagte Mitglieder der Verdi-Jugend NRW. Auf der Pressekonferenz bestritt Hieber zunächst, dass auch Gewerkschaftsmitglieder Ziel der Razzia gewesen seien. In Göttingen gab es unter anderem eine Durchsuchung bei Meinhart Ramaswamy, einem Kreistagsmitglied der Piratenpartei. Obwohl Ramaswamy selbst gar nicht in Hamburg gewesen sei, habe die Polizei alle seine Festplatten beschlagnahmt, als auch die Mobiltelefone der Familie. In Göttingen gab es bei dem Polizeieinsatz an einem weiteren Objekt auch zwei Verletzte. Eine Person hat eine Prellung am Brustkorb erlitten und musste ins Krankenhaus gebracht werden, die andere erlitt eine Kopfverletzung. Mittlerweile ermittelt die Staatsanwaltschaft und ein Landtagsausschuss beschäftigt sich mit den Auseinandersetzungen zwischen den Protestierenden und Polizei bei einer Demonstration gegen die Hausdurchsuchungen.
Laut einem am 6. Dezember 2017 durch das Medienmagazin ZAPP veröffentlichten Beitrag hat die Hamburger Polizei zahlreiche Medienhäuser darum gebeten, ihr bisher nicht veröffentlichtes Bildmaterial zur Verfügung zu stellen, um nach ihren Angaben „mögliche Beweismittel zu sichten und Straftäter zu identifizieren“. RTL gab an, man habe komplette Sendestrecken von N-tv zur Verfügung gestellt. Der NDR, das ZDF, als auch die Süddeutsche Zeitung weigerten sich dieser Bitte nachzukommen. Polizeipräsident Ralf Martin Meyer schloss im Einzelfall eine Beschlagnahme von Videomaterial nicht aus. Die Politikerin Sabine Leutheusser-Schnarrenberger (FDP) kritisiert die Hamburger Polizei für ihr Vorgehen. Presse- und Meinungsfreiheit seien zu schützen.
Über eine am 18. Dezember 2017 richterlich genehmigte Veröffentlichung der Bilder von zunächst 104, später 107 tatverdächtigen Personen auf den Webseiten der Hamburger Polizei konnten bis Weihnachten 2017 auf Basis von über 200 Hinweisen aus der Bevölkerung neun Personen eindeutig identifiziert werden. Die neun identifizierten Personen wurden daraufhin aus der öffentlichen Fahndung genommen.
Ende Dezember 2017 gab der Hamburger Polizeisprecher Timo Zill bekannt, es gebe bislang 3.340 Ermittlungsvorgänge gegen G20-Randalierer, sowie gut 100 Verfahren des Dezernats Interne Ermittlungen gegen Beamte, die beim G20-Gipfel im Einsatz waren. Ein Polizist, der privat auf der „Welcome to Hell“ Demonstration war, wurde identifiziert, wie er Bierdosen auf seine Kollegen warf.
Nach Angaben des Hamburger Senats gab es bis März 2018 138 Ermittlungsverfahren, davon 107 wegen Körperverletzung im Amt, gegen Polizisten im Zusammenhang mit G20, von denen bisher keine zur Anklage kamen und 33 eingestellt wurden.
Am 29. Mai 2018 durchsuchten Polizisten der Hamburger Sonderkommission Schwarzer Block mit Unterstützung anderer Polizeidienststellen und der EU-Justizbehörde Eurojust wegen der Verwüstungen an der Hamburger Elbchaussee Objekte in Italien, Spanien, Frankreich und der Schweiz. In der Schweiz wurde ein 27-jähriger festgenommen.
Bis August 2018 wurden von der SoKo Schwarzer Block 3400 Ermittlungsverfahren geführt, von denen 723 Verfahren gegen 840 namentlich bekannte Beschuldigte liefen.

### Gerichtsverfahren
Das Oberlandesgericht Hamburg (OLG) führt die Prozesse gegen festgenommene Protestteilnehmer. Besonders beachtet wurde der Fall des 18-jährigen Italieners Fabio V.: Ein Richter begründete seinen Haftbefehl mit angeblichen „erheblichen Anlage- oder Erziehungsmängeln“, „schädlichen Neigungen“ und der zu erwartenden „empfindlichen Freiheitsstrafe“, ohne ihn anzuhören, ein psychologisches Gutachten einzuholen und das Polizeivideo zu prüfen. Der Staatsanwalt warf Fabio V. vor, er habe „die bürgerkriegsähnlichen Zustände mitverursacht“, die sich nach seiner Festnahme aus seiner Gruppe heraus entwickelt hätten. „Fundamentale Garantien der deutschen Rechtsordnung“ wie die „Menschenwürde“ seien für ihn bedeutungslos. Kritiker sahen darin Gesinnungsjustiz: Das OLG wolle ihn stellvertretend für nicht gefasste G-20-Gewalttäter hart bestrafen, wie es Bürgermeister Scholz gefordert hatte. Der ehemalige Bundesrichter Thomas Fischer betonte: Haftrichter dürften die Persönlichkeit eines Beschuldigten nicht nur aus seiner Akte summarisch bewerten und keine Strafzumessung vorwegnehmen. Das sei eine unzulässige Vorverurteilung. Der emeritierte Juraprofessor Ulrich Karpen betonte, ein Täter dürfe im Rechtsstaat nur für begangene Taten belangt werden. Man dürfe keiner Einzelperson die Schuld für einen „Gesamteindruck“ von Bürgerkriegszuständen aufbürden.
Ende August wies das BVerfG eine Verfassungsbeschwerde der Verteidigerin gegen den Haftbefehl ab: Der Haftrichter habe das Polizeivideo erst nachträglich ansehen können, dieses lasse mehrere Steinwürfe erkennen. Am 16. Oktober 2017 begann der Prozess. Die Anklage warf Fabio V. die Teilnahme an einem Protestzug vor, aus dem heraus 14 Steine und vier pyrotechnische Gegenstände auf Polizisten geworfen worden seien, ordnete ihm aber keine konkrete Tat zu. Die Verteidigerin stellte einen Befangenheitsantrag gegen die Richterin: Diese habe die Untersuchungshaft „zu oberflächlich“ begründet und weiteres entlastendes Bildmaterial von der Demonstration nicht gewürdigt. Medien berichteten fälschlich, laut Anklage habe Fabio V. alle 18 Gegenstände selbst geworfen. Andere warnten vor „Entmenschlichung eines Angeklagten“: Im Rechtsstaat sei kein Sündenbock vorgesehen. Eine vom OLG beschlossene Haftentlassung wurde durch Beschwerde der Staatsanwaltschaft und eine Gerichtsauflage, die hinterlegte Kaution auf den Namen Fabio V. umzuschreiben, verzögert. Am 27. November 2017 wurde er nach Erfüllung der Auflage aus der Untersuchungshaft entlassen, aber zum dreimaligen Melden pro Woche bei der Polizei verpflichtet. Anfang Januar wurde das Melden bei der Polizei auf zweimal pro Woche reduziert. Für die Dauer des Prozesses ist er zusammen mit seiner Mutter in eine Wohnung in Hamburg gezogen. Der Haftbefehl gegen ihn besteht weiterhin. Ende Februar 2018 wurde der Prozess vorläufig beendet, nachdem die zuständige Richterin zum letzten Prozesstag wegen Krankmeldung nicht erschienen war.
Ab Ende August 2017 wurden angeklagte G20-Gegner verurteilt, überwiegend Ausländer, die wegen angenommener Fluchtgefahr in Untersuchungshaft saßen. Im ersten Urteil erhielt ein 21-jähriger Niederländer eine 31-monatige Haftstrafe für zwei Flaschenwürfe auf einen Polizisten. Dies wurde als schwerer Landfriedensbruch, gefährliche Körperverletzung und besonders schwerer Angriff auf Vollstreckungsbeamte gewertet. Zudem wurde seine Embryonalhaltung am Boden bei der Festnahme als Widerstand ausgelegt. Das Urteil ging über den Antrag der Staatsanwältin hinaus und folgte ihrer Sicht, die Tat habe erheblich zu den schweren Ausschreitungen danach beigetragen und in die Strafe müsse eine Generalprävention einfließen. Es wurde als weit überzogene, gezielte Abschreckungsmaßnahme kritisiert. Am 22. September 2017 urteilte das Verwaltungsgericht Hamburg erstmals auch gegen Polizisten: eine Gewahrsamnahme der mit Bus angereisten Mitglieder der Falken sei rechtswidrig gewesen. Bis zum 14. Oktober wurden 15 meist ausländische Personen zu Haftstrafen verurteilt, vier davon ohne Bewährung, zweimal zu Jugendstrafen. Die meisten wurden wegen Flaschenwürfen zu Haftstrafen zwischen 12 und 21 Monaten verurteilt und waren geständig. Einige Urteile sind noch nicht rechtskräftig. 17 Beschuldigte saßen noch in Untersuchungshaft. 260 Ermittlungsverfahren gegen bekannte und 179 gegen unbekannte Beschuldigte laufen noch. Das bislang geringste Urteil von sechs Monaten Haft auf Bewährung erhielt ein 24-jähriger Pole, der nahe einer Demonstration festgenommen worden war und eine Tauchermaske, in Deutschland illegale Feuerwerkskörper und Pfefferspray im Rucksack getragen hatte. Dies wurde als Verstoß gegen das Waffen-, das Sprengstoff- und das Versammlungsgesetz gewertet. Die bislang längste Haftstrafe erhielt ein 28-jähriger Hamburger, der wegen besonders schweren Landfriedensbruchs, versuchter gefährliche Körperverletzung und tätlichen Angriffs auf Polizeibeamte in acht Fällen Ende November 2017 zu drei Jahren Gefängnis verurteilt wurde. Er hatte drei Stunden lang immer wieder Polizisten mit Steinen und Flaschen beworfen und war zudem bei Plünderungen von zwei Supermärkten und einer Drogerie dabei. Im Juni 2018 urteilte ein Gericht, dass die stundenlangen Ingewahrsamnahmen von acht Italienern unrechtmäßig gewesen sind.
Ein zunächst unbeteiligter Polizist, der nicht im Dienst war, wurde beschuldigt eine Bierdose in Richtung von Polizisten geworfen zu haben. Dieser hatte die Polizeigewalt seiner Kollegen als „erschreckend brutal“ empfunden und gab an aus Wut und Hilflosigkeit gehandelt zu haben. Er wurde im Juni 2020 freigesprochen. Während die Ermittlungen gegen diesen Polizisten nach Angaben der Zeit mit Eifer geführt wurden, resultierte aus den 157 Ermittlungsverfahren der Staatsanwaltschaft gegen Polizisten, die Demonstranten verletzt oder unverhältnismäßig behandelt haben, dagegen keine Anklage (Stand Juli 2020).
Bis Ende Mai 2018 wurden laut internen Auflistungen von Staatsanwaltschaften und Gerichten insgesamt 1619 Ermittlungsverfahren eröffnet. Bei 136 Anklagen kam es bislang zu drei rechtskräftigen Haftstrafen ohne Bewährung zwischen 16 und 39 Monaten, mehr als 30 Verurteilungen endeten mit Bewährungsstrafen. Viele Tatverdächtige seien mangels Beweisen oder gegen Auflagen wieder auf freien Fuß.
Am 10. Juli 2020 wurden vom Landgericht fünf Angeklagten wegen Landfriedensbruchs und Beihilfe zu Brandstiftung verurteilt: Ein 24-Jähriger aus Frankreich bekam eine Haftstrafe von drei Jahren, ein 26-Jähriger aus Hessen erhielt ein Jahr und fünf Monate Haft auf Bewährung und ein 24-jähriger Hesse eine Bewährungsstrafe von einem Jahr und drei Monaten. Zwei weitere junge Männer aus Hessen im Alter von 20 Jahren wurden wegen Landfriedensbruchs zu 20 Arbeitsleistungen verurteilt. Alle Verurteilten hatten keine Steine geworfen, hatten sich aber an dem vermummten Aufzug an der Elbchausseestraße beteiligt.
Am 16. April 2021 kam es am Bezirksgericht Zürich zu einem Prozess, wegen Gewalt und Drohung gegen Behörden und Beamte sowie Landfriedensbruch, gegen drei Angeschuldigte. Diese verließen den Saal unter Protest, da schon vor dem Prozess ein Urteilsentwurf verfasst und versehentlich dem Anwalt eines Beschuldigten zugestellt wurde.
Der Abteilungsleiter Linksextremismus des niedersächsischen Landesamtes, Marc-Alexander Schindelar, hat ausgesagt, dass das niedersächsische Landesamt für Verfassungsschutz mehrere V-Personen bei den Protesten am G20-Gipfel im Einsatz hatte. Dies könnte Verurteilungen erschweren.

### Kritik an der Polizei
Seit dem 7. Juli machte Andreas Blechschmidt die Polizei für die Eskalation bei der „Welcome-to-Hell“-Demonstration verantwortlich. Deren gewaltsame Auflösung habe Duddes Gesamtkonzept entsprochen. Die meisten Autonomen hätten Vermummungen schon abgelegt gehabt. Anwälte hätten den Einsatzleiter vor dem Auslösen einer Massenpanik gewarnt. Das habe man mit vollem Risiko von Toten und Verletzten ignoriert. Auch anwesende Journalisten kritisierten die Auflösung als unmotivierte und unverhältnismäßige Gewalt und vorsätzliche Gefährdung von Menschenleben. Demonstranten seien in einer engen Straßenschlucht zwischen Mauern eingezwängt gewesen und hätten nur über eine hohe Steinbrüstung fliehen können. Wie Fotos zeigten, habe die Polizei sie mit Pfefferspray und CS-Reizgas darüber getrieben, auch viele Unbeteiligte, und trage daher eine Mitschuld an der Eskalation. Dafür müsse die Polizeiführung Verantwortung übernehmen. Dagegen sah die Polizei das Werfen gefährlicher Gegenstände bei ihrem Abtrennungsversuch als Beleg dafür, dass die Demonstration von Anfang an gewalttätig geplant und das Eingreifen berechtigt gewesen sei.
Der Anwaltliche Notdienst (AND) warf ihr vor (8. Juli), sie habe von Beginn an die gewaltsame Zerstreuung der Protestgruppen, nicht die Festnahme von Straftätern angestrebt. Sie habe spontane Demonstrationen und Sitzblockaden ohne Verhandlung sofort gewaltsam aufgelöst und dabei auch Unbeteiligte getroffen. Oft habe sie Personen ohne Verdachtsmomente nur wegen äußerer Merkmale festgenommen. In der Gesa habe man Anwälte mit fadenscheinigen Begründungen teilweise stundenlang nicht zu ihnen gelassen und sie nach Anwaltsgesprächen mehrfach nackt durchsucht. Auch die Hamburger Arbeitsgemeinschaft der Strafverteidiger/innen kritisierte die Behinderung von Anwälten in der Gesa.
Das Komitee für Grundrechte und Demokratie hatte die Gipfelproteste mit 43 Beobachtern begleitet und kritisierte am 9. Juli: Die Polizei habe Bürger- und Menschenrechte sowie Gerichtsurteile ignoriert, auch friedliche Demonstrationen stark beschränkt oder gewaltsam aufgelöst und dabei schwere Verletzungen in Kauf genommen, meist ohne transparente oder verständliche polizeiliche Aufforderungen. Damit habe sie im Interesse des Bundesinnenministers und der Sicherheitsbehörden „den Ausnahmezustand geprobt.“ Die vielen Übergriffe besonders auf Rechtsanwälte, Sanitäter und Journalisten seien erschreckend und hätten außerhalb von Versammlungen „Zerstörungswut freigesetzt“.
Protestforscher Simon Teune (Institut für Protest- und Bewegungsforschung Berlin) betonte am 9. Juli: Der „Schwarze Block“ bestehe aus vielfältigen, nur teilweise gewaltbereiten Kleingruppen, die je nach Situation für sich entschieden. Dass ein kleiner Teil auf Konfrontation aus sei, sei bekannt. Die Polizei in Hamburg habe von Beginn an Protesten keinen Raum gegeben, Übernachtungscamps verboten und eine Verbotszone eingerichtet, dann eine genehmigte Demonstration angehalten und trotz laufender Einigung zerschlagen. Sie habe eine Menschenmenge ohne Fluchtweg in die Zange genommen, wahllos auf Demonstrierende und Unbeteiligte eingeschlagen und mit Wasserwerfern auf auf einem Dach stehende Personen gespritzt. Das alles habe widerstandsbereite Gruppen „angespitzt“. Die Hamburger Linie sei 2017 bis zum Einmarsch von Bewaffneten in einen Straßenzug gesteigert worden: „Wir können von Glück sagen, dass es keinen Toten gab.“ Dudde verfolge diese Strategie seit Jahren; dass Grote und Scholz ihn als Einsatzleiter einsetzten, sei „Eskalation mit Ansage“ gewesen. Dagegen habe ein deeskalierendes Konzept, das Demonstrationen Raum gibt und kleinere Verstöße ignoriert, beim G8-Gipfel 2007 Ausschreitungen relativ gering gehalten, obwohl der Schwarze Block damals weit größer gewesen sei. Auch in der autonomen Szene würden Angriffe auf Journalisten, Feuer in einem Wohngebiet und anderes kritisiert. Ermutigend sei, „dass sich viele Menschen auch in einer angespannten Situation das Demonstrieren nicht verbieten lassen.“
Heribert Prantl (SZ-Chefredaktion) hatte am 2. Juli gegen Camp-Verbote betont, das Versammlungs- und Demonstrationsrecht sei ein Grundrecht, kein Gnadenrecht. Am 10. Juli kritisierte er Polizeiübergriffe auf Journalisten und Akkreditierungsentzug als intolerable Angriffe auf die Pressefreiheit. Diese sei gerade in Konfliktlagen zu bewahren, um diese neutral zu beobachten. Innere Sicherheit sei kein „Supergrundrecht“, dem sich alle übrigen Grundrechte unterordnen müssten. Polizei und BKA hätten nicht die Rolle des Zensors, der einzelne Journalisten ausschließen könne. Diese seien keine Störer, sondern Mitwirkende. Sicherheitsbedenken habe man vorgeschoben, da Strafregister von Reportern schon vor ihrer Akkreditierung überprüft würden.
Laut Kriminologe Joachim Kersten wandte die Hamburger Polizei jeweils die falsche Strategie an: keine Toleranz gegen Vermummung am 6. Juli, Abwarten bei Ausschreitungen am 7. Juli. Dass Teile des schwarzen Blocks gewaltbereit seien und sich ungeordnet aufstellten, habe man längst gewusst. Anderen Polizeiführern sei dennoch Deeskalation gelungen. Wechselseitige Feindbilder und fehlende Kommunikation zwischen Autonomen und Polizei seien entscheidend. Die Polizei habe das Ziel positiver Bilder vom Gipfel verfehlt und deshalb wie die Gewalttäter viel Sympathie verloren. Wahrscheinlich habe sie Staatsgäste und Bürger nicht gleichzeitig schützen können.
Dagegen wies Bürgermeister Scholz ab 9. Juli „jede Kritik“ an Polizeieinsätzen und Polizeiführung „entschieden zurück“: „Die haben alles richtig gemacht und einen heldenhaften Einsatz zu Stande gebracht.“ „Polizeigewalt hat es nicht gegeben, das ist eine Denunziation, die ich entschieden zurückweise.“ „Polizeigewalt“ sei ein „politischer Kampfbegriff“, der die ganze Polizei diskreditiere. Gewalt und Zerstörung seien von den Vermummten ausgegangen. Demonstrationsbeobachter Jan van Aken nannte das Bestreiten von Polizeigewalt „eine glatte Lüge“. Damit habe Scholz dem Sonderausschuss nahegelegt: „Findet bloß nichts raus!“ Aken verwies auf die Räumung friedlich tanzender Menschen am 4. Juli am Neuen Pferdemarkt, Knüppeln gegen Fliehende auf der „Welcome to Hell“-Demonstration, Pfefferspray gegen 60 eingekesselte Personen am 7. Juli morgens beim Michel und anderes. Die Eskalationsstrategie der Polizeiführung habe einige Polizisten zu Gewaltübergriffen ermutigt. Nur ein parlamentarischer Untersuchungsausschuss könne diese objektiv aufklären, Akten einsehen und Leute vorladen.
Republikanischer Anwältinnen- und Anwälteverein (RAV) und AND zogen am 14. Juli eine kritische Bilanz: Die Polizei habe in der Gesa „systematisch die Rechte von in Gewahrsam Genommenen und Rechtsanwälten verletzt“. Ersteren habe sie eine unverzügliche, angemessene medizinische Behandlung verwehrt, über Stunden Nahrung verweigert, Vorführung vor dem Haftrichter bis zu 40 Stunden verzögert. In einer Nacht hätten Polizeibeamte jeden Kontakt der Anwälte zu Mandanten vereitelt, Anwälte „blockiert, beschimpft und physisch attackiert“, Mandanten vor und nach dem Anwaltsgespräch vollständig entkleidet durchsucht, so einer erniedrigenden Schikane unterzogen und alle Anwälte einem diffamierenden Generalverdacht ausgesetzt. Das habe „rechtsstaatliche Prinzipien über vier Tage willkürlich außer Kraft gesetzt“. Der RAV forderte eine umfassende Untersuchung, „Konsequenzen bei Polizei, Justiz und politisch Verantwortlichen“, und kündigte Rechtsschritte an. In einer Presseerklärung vom selben Tag kritisierte er:
- ein weitreichendes Demonstrationsverbot im Stadtgebiet,
- Verhinderung von Übernachtungscamps gegen Gerichtsentscheidungen,
- unverhältnismäßig gewaltsame Auflösung der Demonstration „Welcome to Hell“,
- viele rechtswidrige Übergriffe auf Protestierende,
- Behinderungen der Anwälte inner- und außerhalb der Gesa inklusive körperlicher Angriffe und dem Generalverdacht gegen sie, Straftaten zu fördern,
- erhebliche Behinderung von Journalisten, Angriffe auf sie und Akkreditierungsentzug ohne transparente Begründung,
- starke Schikanen bei An- und Abreise von Demonstranten,
- unhaltbare, nicht korrigierte Sachverhaltsschilderungen und Gefahrenprognosen.

Die politisch Verantwortlichen hätten diese Rechtsbrüche reflexartig bedingungslos verteidigt und sogar glorifiziert. „Das nun faktisch bestehende Verbot, Kritik an der Polizei zu üben, die als Exekutivinstanz das Gewaltmonopol ausübt, setzt auch einen zentralen Grundsatz des Rechtsstaats außer Kraft: Wer besondere Befugnisse zum Gewalteinsatz hat, muss durch die Gesellschaft und die anderen Gewalten permanent und intensiv kontrolliert sein. Alles andere ist der Weg in den Obrigkeitsstaat.“
Scholz hatte behauptet, die Sicherheit der Staatsgäste habe keinen Vorrang vor der der Bürger gehabt; er habe Duddes Rahmenbefehl nicht gekannt. Strafverteidiger Gerhard Strate hielt das für unglaubwürdig oder fahrlässig. Der Vorrang für den Schutz der Staatsgäste sei ein klarer Verfassungsbruch. Er verwies auf ein BVerfG-Urteil von 2005, wonach „der Einzelne verlangen kann, in der Gemeinschaft als gleichberechtigtes Glied mit Eigenwert anerkannt zu werden“. Weil Hamburg diesen Schutz nicht garantieren konnte, hätte der Gipfel dort nicht stattfinden dürfen. Dass die Innenbehörde die Demonstration „Welcome to Hell“ ohne Hinweis auf das Vermummungsverbot genehmigte, die Polizei aber sofort gegen die vorhersehbaren Vermummungen einschritt, lasse fragen: „War das eine einsatztaktische Finesse? Wollte die Polizeiführung den Konflikt provozieren?“ Er forderte ebenfalls einen parlamentarischen Untersuchungsausschuss.
Rafael Behr erklärte, Polizeiübergriffe bei G20 seien erwiesen, aber eher aus Überlastung erfolgt. Individuelle Schuld eines Beamten sei in Deutschland kaum zu ermitteln. Die komplexe sozialpsychologische Gruppendynamik, die Gewalt begünstige, werde juristisch außer Acht gelassen. Heroisierung der Polizei erschwere die notwendige Aufarbeitung. Das Ergebnis bloß interner Prüfung sei vorhersehbar: „Wir haben fast alles richtiggemacht, mit dieser Militanz war einfach nicht zu rechnen. Die Verantwortung liegt bei den Chaoten.“ Die jahrelange Hamburger Einsatzstrategie, keine Vermummung zu dulden, sei trotz Gerichtsverfahren nie geändert worden und auch wegen des politischen Rückhalts dafür gegen Kritik fast immun.
Der als Konfliktmanager eingesetzte Kriminalbeamte Oliver von Dobrowolski führte fehlende Deeskalation und zu hartes Vorgehen gegen Gipfelprotest auf Vorgaben der Polizeiführung zurück. Schon die Campverbote hätten die Stimmung zur Konfrontation gelenkt und immer mehr auch neutrale Personen gegen die Polizei aufgebracht, die dann „Ganz Hamburg hasst die Polizei“ mitgerufen hätten. Sie habe Vertrauen verspielt und Leute auch durch zu langes Abwarten im Schanzenviertel verstört, wo es andere Zugänge gegeben hätte. Fehler seien auch durch Übermüdung vieler Polizisten passiert. Schon die Entscheidung für Hamburg habe Grundrechte verletzt. Duddes Ablösung sei zu erwägen. Das Leugnen von Polizeigewalt sei realitätsfern und sonst nur aus Diktaturen bekannt. Dass in Deutschland keine unabhängige Instanz polizeiliches Fehlverhalten untersuche, sei ein Problem. Nur ein ergebnisoffener Umgang mit dem Großeinsatz könne eventuell wieder Vertrauen aufbauen.
Die meisten deutschen Experten lehnen Gummimunition wegen der Tötungskapazität solcher Mittel bisher ab. In den 1980er Jahren hatte die deutsche Innenministerkonferenz Gummimunition für die Polizei ausgeschlossen. Bis zum 7. Juli 2017 war sie nicht verwendet worden. Mehrere Hamburger Abgeordnete und Polizeivertreter kritisierten, der Abschuss von Gummigeschossen habe gegen das Hamburger Polizeigesetz verstoßen und Menschen gefährdet. Andere rechtfertigten ihn als in der Ausnahmesituation zweckmäßig. Der Sonderausschuss des Senats soll klären, wer den Abschuss anordnete und ob dieser rechtmäßig war. Ernst Walter, stellvertretender Vorsitzender der DPolG, forderte wegen der Krawalle eine bundesweite Erlaubnis von Gummigeschossen für die Polizei. Ein Bundestagsgutachten ergab, dass SEKs in Hessen, die Landespolizei Sachsens sowie die Bundeswehr für Crowd and Riot Control (CRC) Gummigeschosse besitzen und ohne besondere Freigabe verwenden dürfen.
Die Polizei hatte mittags am 7. Juli ohne Beleg getweetet, in der Holstenstraße seien Molotowcocktails auf Polizisten geworfen worden. Viele Medien hatten die Meldung ungeprüft übernommen und daraus das prägende Bild eines bewaffneten Kampfes gegen die Polizei gefolgert. Der unter anderem auch in der Polizeiforschung tätige Sozial- und Kulturwissenschaftler Peter Ullrich kritisierte, die Polizei sei nicht für Konfliktbeschreibungen zuständig, in denen sie Partei sei, und dürfe keine Stimmungsmache betreiben. Gabriele Heinecke (AND) warf der Polizei absichtliche Manipulation mit Fake News vor.
Bei einer Demonstration am 9. Dezember 2017 in Göttingen, die sich gegen die Durchsuchungen der Sonderkommission „Schwarzer Block“ richtete und an der 600 Menschen teilnahmen, kam es zu einer Festnahme, bei der die festgenommene Person verletzt wurde. Die Polizei Göttingen nahm daraufhin Ermittlungen gegen die Polizei Braunschweig auf.
Im Dezember 2017 wurde bekannt, dass Polizeibeamte eines hessischen Kommissariats ihre eigenen Aussagen im Nachhinein noch mal nachlesen konnten. Zudem wären die Akten für alle Polizeibeamte einsehbar gewesen, wodurch ein Abgleichen der Zeugenaussagen möglich gewesen wäre. Dies wurde von Anwälten der Angeklagten scharf kritisiert.
Am 18. Dezember 2017 veröffentlichte die Hamburgische Polizei und Staatsanwaltschaft Fotos von Verdächtigen auf deren Webseiten. Dieses Vorgehen wurde von der Linken-Politikerin Christiane Schneider kritisiert. Sowohl die Fraktion der Grünen als auch die CDU-Fraktion verteidigten aber das Vorgehen der Polizei als letzten Schritt nach vorher erfolglos ausgeschöpften Ermittlungsansätzen und forderten Schneider zum Rücktritt auf, da mit dem Amt der Vizepräsidentin eines Landesparlamentes ihr „derart gestörtes Verhältnis zum Rechtsstaat nicht vereinbar“ sei. Kritisiert wurde die Veröffentlichung der Bilder mutmaßlicher Täter auch vom Hamburgischen Datenschutzbeauftragten Johannes Caspar und dem Moderator Jan Böhmermann. Die Tagesschau.de berichtete, dass es sich bei einem Bild um einen rechten Medienaktivisten handelte, der nach eigener Aussage nicht an Plünderungen beteiligt gewesen sei. Ein weiteres veröffentlichtes Foto zeigte eine 17-Jährige, welches die Bild-Zeitung auf ihre Titelseite setzte und die Jugendliche in ihrem Aufmacher als „Krawall Barbie“ bezeichnete. Die Journalistin Anette van Koeverden vom NDR verteidigte hingegen ebenso wie andere die öffentliche Fahndung der Tatverdächtigen, da diese sehr strengen rechtlichen Hürden unterliege und nur bei schweren Straftaten wie gefährliche Körperverletzung, schwerer Landfriedensbruch und Brandstiftung überhaupt zum Einsatz kommen könne. Auch Hamburgs Justizsenator Till Steffen (Die Grünen) verteidigte die Maßnahme, da diese in jedem Einzelfall sorgfältig geprüft und individuell durch einen Richter entschieden wurde und forderte mehr Zurückhaltung in den Diskussionen über die Entscheidungen der Justiz. Der Linken-Politiker Martin Dolzer forderte einen sofortigen Stopp der Veröffentlichung, wobei er sich aber auf Fake News des Deutschlandfunks und der Jungen Welt berief, die sich nach Prüfung als falsch herausstellten. Er behauptete, alle Fahndungsfreigaben seien angeblich nur durch einen einzigen Richter genehmigt worden, was sich aber nach einer offiziellen Stellungnahme des Gerichtssprechers der Hamburger Justiz als unwahr herausstellte, da die Prüfungen durch ein Dutzend Richter einzelfallbezogen stattfanden.
Am 17. März 2018 protestierten laut Polizeiangaben 1.300 Menschen unter dem Motto „United we stand“ gegen „gegen Repression und autoritäre Formierung“.
Im Mai 2018 kam heraus, dass mindestens 4 Zivilpolizisten der Sächsischen Polizei vermummt im Schwarzen Block während der Welcome to Hell Demonstration gelaufen sein sollen. Christiane Schneider sagte es dränge sich der Schluss auf dass die Tatbeobachter sich bewusst als Provokateure betätigt hätten, um die Lage eskalieren zu lassen. Kriminologe Thomas Feltes kritisierte den Einsatz der vermummten Polizisten, als auch die Ermittlungen der Hamburger Behörden.
Im Sonderausschuss der Hamburgischen Bürgerschaft im Mai 2018 kritisierten Bürger aus dem Schanzenviertel die Polizei sie in den Krawallnächten allein gelassen zu haben. Zusätzlich wurden Polizeiübergriffe auf Unbeteiligte kritisiert.
Im Juni 2018 räumte Jan Hieber, der Chef der Soko „Schwarzer Block“, ein, dass 66 Prozent der Durchsuchungen in der Gefangenensammelstelle bei vollständiger Entkleidung erfolgten. Das sei nur schwer zu erklären und im Einzelfall überhaupt nicht zu rechtfertigen.
Im Juli 2022 räumte die Polizei selbst einen Fall von Polizeigewalt ein, bei dem zwei Radfahrer in der Nacht zum 8. Juli 2017 an einer Polizeiabsperrung attackiert wurden.

### Politische Konsequenzen
Infolge der Ausschreitungen wurden bundesweit politische Konsequenzen diskutiert. Regierungsvertreter verurteilten die Ausschreitungen, etwa als „entfesselte Gewalt und ungehemmte Brutalität“ (Merkel), oder als „Gewalt an sich“ ohne politische Motive (Sigmar Gabriel). Bundesinnenminister de Maizière forderte, „Krawallmacher“ dürften die Demonstrationsorte gar nicht erst erreichen, müssten sich wie Hooligans in bestimmten Fristen bei der Polizei melden oder notfalls Fußfesseln erhalten. Rechtswidrig besetzte Häuser sollten sofort geräumt werden. Dem widersprach Bundesjustizminister Maas: Verbindungen zu Gewalttätern und Straftaten müssten immer erst konkret nachgewiesen werden. Lokale Behörden, die linksalternative Zentren genauer kennen, müssten selbst über deren Duldung oder Schließung entscheiden. Maas plädierte für eine europaweite Extremistendatei und Datenaustausch in der EU, auch über nicht verurteilte „brutale Krawalltouristen“, um diese kooperativ von Demonstrationen fernzuhalten.
Der Landtagsabgeordnete Andreas Bialas (SPD) forderte ein lebenslanges Demonstrationsverbot (also Entzug eines Grundrechts) für Personen, die Polizisten angegriffen hätten. Das stieß auch in seiner Partei auf Kritik. Niedersachsens Innenminister Boris Pistorius (SPD) forderte, das Vermummungsverbot zu lockern und Vermummung bei Versammlung zur Ordnungswidrigkeit herabzustufen, um „Spielraum für Deeskalation“ zu schaffen.
CDU und FDP in der Hamburger Bürgerschaft forderten Scholz zum Rücktritt auf, weil er die Lage falsch eingeschätzt und sein Versprechen eines reibungslosen Gipfels nicht eingehalten habe. Scholz lehnte den Rücktritt ab und wurde darin von Kanzleramtschef Peter Altmaier (CDU), einige Tage später auch von Merkel unterstützt. Am 12. Juli 2017 setzte die Hamburger Regierungskoalition aus SPD und Bündnis 90/Die Grünen einen Sonderausschuss zur Untersuchung der Ereignisse ein, lehnte einen parlamentarischen Untersuchungsausschuss aber ab.
Einige Bundes- und Landespolitiker der CSU, CDU und FDP verlangten vom Hamburger Senat, die Rote Flora zu schließen. Sie sei „linke Propaganda-Höhle“, „Biotop und Keimzelle“ des Linksextremismus und „logistische Drehscheibe“ für Gewalttaten beim Gipfel gewesen. Hamburgs Regierungskoalition will dies im Sonderausschuss klären lassen. Hamburgs SPD rückte von ihrer bisherigen Duldungslinie ab und beschloss im Anschluss an die CDU einen Aktionsplan, der von den Flora-Vertretern eine verbindliche Absage an jede Gewalt fordert und andernfalls die polizeiliche Räumung des Gebäudes ankündigt, um es danach in ein unpolitisches Kulturzentrum umzuwandeln. Am 19. Juli 2017 demonstrierten 600 bis 1000 Menschen in Hamburg unter dem Motto „Gipfel der Hetze – gegen die autoritäre Formierung der Gesellschaft“ unter anderem gegen Schließungspläne für die Rote Flora.
Am 25. August 2017 verbot das BMI das zum internationalen Netzwerk Indymedia gehörige, als linksextrem eingestufte Kollektiv Linksunten. Es begründete das Verbot unter anderem mit Gewaltaufrufen auf dessen Webseiten. Die Maßnahme gilt als Teil der nach G20 vom Innenminister angekündigten härteren Linie gegen Linksextremismus. Sie wurde als Wahlkampfmanöver, Angriff auf die Pressefreiheit, Schließung einer wertvollen Recherchequelle und als ineffektiv kritisiert, weil andere Webseiten dieselben Inhalte verbreiten würden.
Die CDU Baden-Württemberg verlangte in einer parlamentarischen Anfrage Auskunft, wie viele Bahnzüge „gezielt für Fahrten von Studierenden“ zum G20-Gipfel eingesetzt wurden, welche „Aufrufe unter Studierenden“ dorthin die Universitäten des Landes kennten und welche „Organisationen diese Aufrufe verfasst und verteilt“ hätten. Das Wissenschaftsministerium und Studentenvertretungen wiesen die Anfrage als mit dem Demonstrationsrecht und der Meinungsfreiheit unvereinbaren Generalverdacht gegen Studierende zurück.
Das Innenministerium hatte keine Hinweise auf an G20 teilnehmende Studentengruppen und Aufrufe zu G20-Protesten an Hochschulen des Landes, gab aber an, laut Sicherheitsbehörden seien 500 von 820 gewaltorientierten Linksextremisten aus Baden-Württemberg in Hamburg gewesen.
Am 31. August 2017 konstituierte sich der Sonderausschuss zu G20 mit 19 Mitgliedern aller Fraktionen der Hamburger Bürgerschaft. In der ersten Phase will er Vorbereitung und Sicherheitskonzept, in der zweiten Durchführung und Einsatzverlauf, in der dritten Nachbereitung und Konsequenzen des Gipfels behandeln, darunter Personen- und Sachschäden, die linksextreme Szene sowie Vorwürfe gegen die Polizei. Dazu plant er eine öffentliche Anhörung im Schanzenviertel. Die Sitzungen sollen als Livestream übertragen werden. Voraussichtlich bis Sommer 2018 soll der Ausschuss alle zwei bis drei Wochen zusammentreten. Die Kosten für die G20-Ausschussarbeit wurden auf rund eine halbe Million Euro veranschlagt.
Im September löschten und entfernten 80 Beamte nach eigenem Ermessen viele Passagen und Dokumente aus der Aktensammlung der Hamburger Polizei zu G20. Sie begründeten dies mit Datenschutz und Gefährdung des Staatswohls. Nach Kritik ließ der Senat Teile des polizeilichen Rahmenbefehls wieder entschwärzen, die Medien schon veröffentlicht hatten. Beim Ausschusstreffen am 21. September 2017 verteidigte Innensenator Grote die Schwärzung von Akten, sicherte aber zu, ihre spätere Vorlage prüfen zu lassen. Alle Beteiligten seien von der Durchführbarkeit des Gipfels in Hamburg ausgegangen und hätten Merkels Entscheidung fraglos mitgetragen. Anfang Juli habe man Merkel versichert, der Gipfel sei „weitestgehend störungsfrei durchzuführen“. Zu keinem Zeitpunkt habe man die Sicherheit der Hamburger als nicht zu gewährleisten eingeschätzt. Polizeiliche Bedenken zum Austragungsort seien ihm nicht bekannt geworden. Verfassungsschutzleiter Torsten Voß berichtete detailliert von Vollversammlungen der Roten Flora vor G20: Dort sei der Protest maßgeblich organisiert worden. Oppositionsvertreter kritisierten, Bedenken seien gering geachtet, Grote sei zu spät darüber informiert worden und Scholz habe zu wenig mit den Sicherheitsbehörden kommuniziert. Grote habe fast nur das seit der Innenausschuss-Sitzung (19. Juli) Bekannte wiederholt und die zugesicherte direkte Befragung von Polizeivertretern wie Dudde verhindert. Auch die kurzfristige Absage der zur Befragung eingeladenen Leiterin des G7/G20-Stabes im Bundeskanzleramt wurde kritisiert. Die CDU-Fraktion drohte, den Ausschuss durch einen parlamentarischen Ausschuss mit mehr Rechten für die Opposition zu ersetzen.

### Debatte unter Gipfelgegnern
Am 8. Juli distanzierte sich Andreas Blechschmidt von Gewalttaten im Schanzenviertel: Diese „an sich selbst berauschte“ Form der Militanz sei „politisch und inhaltlich falsch“. Bewusste Regelübertretung als Teil autonomer Politik kenne „rote Linien“, die hier überschritten worden seien. Flora-Anwalt Andreas Beuth erklärte zunächst, er habe „Sympathien für solche Aktionen, aber bitte doch nicht im eigenen Viertel“. „Warum nicht in Pöseldorf oder Blankenese?“ Nico Berg („Block G20“) erklärte, „es war nicht Teil unserer Aktion“. Zwei Tage später nahm Beuth seine Aussage zurück: Er lehne Plünderungen und Brandstiftung in ganz Hamburg strikt ab, habe nicht dazu aufgerufen und nur sein Unverständnis für die Motive der Täter ausgedrückt. Er wisse nicht, ob sie zur autonomen Szene gehörten. Ohne die polizeiliche Auflösung der Demonstration vom 6. Juli wäre weit weniger Gewalt entstanden.
In einem offenen Brief (12. Juli) machten Ladenbesitzer aus dem Schanzenviertel eher „erlebnishungrige Jugendliche sowie Voyeure und Partyvolk“ für Ausschreitungen verantwortlich. Vermummte, Leute aus der Roten Flora und Anwohner seien dagegen oft eingeschritten. Flaschenwürfe von Baugerüsten als lebensgefährlichen Hinterhalt zu deuten sei nicht nachvollziehbar. „Wir hatten als Anwohner mehr Angst vor den mit Maschinengewehren auf unsere Nachbarn zielenden bewaffneten Spezialeinheiten als vor den alkoholisierten Halbstarken, die sich hier ausgetobt haben.“ Anwohner erklärten, die Polizei „hätte alles früh und mit wenig Aufwand beenden können“ und sei entweder „schlecht vorbereitet und überfordert“ gewesen oder habe „das Chaos billigend in Kauf genommen.“ Die italienische Politikerin Haidi Giuliani, Mutter des beim G8-Gipfel in Genua 2001 erschossenen Demonstranten Carlo Giuliani, kritisierte die Ausschreitungen, zeigte aber auch Verständnis für die Wut junger Leute: „Weil sie, anders als wir, nicht mehr das bekommen, was ihnen zusteht: Bildung, Glück, Zukunft, eine Perspektive – nichts von alledem.“
Auf Einladung der Roten Flora diskutierten am 20. Juli im Millerntorballsaal 800 bis 1000 Bewohner betroffener Hamburger Stadtteile über die Ereignisse. Blechschmidt verurteilte erneut Gewalttaten im Schanzenviertel. Die Flora habe Proteste nicht zentral organisiert, nur als Informationsstelle und Sanitätsstation gedient, Militante nicht eingeladen und den Gipfel nicht nach Hamburg geholt. Anwohner betonten, sie hätten G20 in Hamburg immer abgelehnt. Die Polizei habe zur Eskalation beigetragen. Es werde nur noch über die Randalenächte gesprochen, nicht über viele gewaltfreie Protestaktionen. Die Versammlung wollte sich für den Erhalt der Flora und anderer linker Zentren einsetzen. Auch das Clubkombinat Hamburg e. V. solidarisierte sich mit der Roten Flora: Mit der Schließungsdebatte versuche die Politik, vom eigenen Versagen und der inhaltlichen Kritik am G20-Gipfel abzulenken, in Hamburgs Kulturpolitik massiv einzugreifen und linke Zentren zu kriminalisieren.
Emily Laquer, Sprecherin der IL, betonte Protesterfolge: Schlafcamps seien durchgesetzt, Protokollstrecken blockiert, die Verbotszone nicht anerkannt, die größte Demonstration in Hamburg seit den 1980er Jahren organisiert, so Ohnmacht gegenüber der Polizei massenhaft aufgebrochen und ein Ausnahmezustand delegitimiert worden. Gegen Hamburger Bürger gerichtete Aktionen habe die IL immer abgelehnt und nur zu Sitzblockaden und zur friedlichen Abschlussdemonstration aufgerufen. Anwohner zu bedrohen und Autos anzuzünden sei oft unorganisierter Ausdruck von Wut über die tagelang erlebten Polizeischikanen gewesen. Mit Forderungen, sich zu distanzieren und Staatstreue zu schwören, versuchten führende Politiker vom eigenen Versagen abzulenken. Die Medien konzentrierten sich grob unverhältnismäßig auf brennende Pkws, nicht auf Themen des Protests wie 5000 Mittelmeertote jährlich, Klimaflüchtlinge oder Abschiebungen nach Afghanistan. Zu Widerstand dagegen gebe es keine Alternative.
In der Zeitschrift konkret debattierten verschiedene Autoren über die Gipfelproteste. Erfolgsmeldungen von Organisatoren (IL, „Ums Ganze“) seien unrealistisch. Der Gipfel sei kaum gestört worden. An die Stelle wirksamen Widerstands seien ein „Militanzkult“ und Randalebilder zur Selbstbestätigung getreten. So sei die anfängliche Kritik am Vorgehen der Staatsmacht rasch in kitschige Solidarisierung mit der Polizei und virtuelle Hetzjagd auf vorgebliche Gewalttäter umgeschlagen. Die Organisatoren hätten die „Riots“ nicht beeinflussen und keinen Bezug zu den Protestzielen herstellen können. Die traditionelle „Propaganda der Tat“ könne vernünftige Gesellschaftskritik nicht veranschaulichen. Eine Plünderung sei keine Enteignung, sondern an kapitalistische Verhältnisse gebunden. Es fehle eine strategische Klärung in der radikalen Linken. Georg Fülberth beschrieb, wie in der deutschen Geschichte Krawall polizeilich provoziert und zu stärkerer Unterdrückung der Linken benutzt wurde.

## Dokumentarfilme
- Rasmus Gerlach: Der Gipfel – Performing G20 (2017)
- Nahuel Lopez: Vor dem Knall (2018)
- Lars Kollros: Festival der Demokratie (2018)
- Marco Heinig, Steffen Maurer: Hamburger Gitter (2018)
- Christian Lehmann-Feddersen & Alf Schreiber: Wir sind so frei (2024)

## Rundfunkberichte
- Axel Schröder: Hamburg und der G20-Gipfel – Die Gräben bleiben, Deutschlandfunk – Hintergrund vom 8. Juli 2018